# Herodes

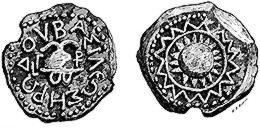
Kupfermünze des Herodes: Vorderseite Helm mit Wangenschutz, Umschrift: „des Königs Herodes“; Rückseite makedonischer Schild

Klientelkönigreich des Herodes. Zum Vergleich das moderne Staatsgebiet Israels inklusive der von Israel kontrollierten Territorien

Herodes (geboren 73 v. Chr. in Idumäa, wahrscheinlich in Marissa; gestorben im März 4 v. Chr. in Jericho), auch Herodes der Große, war ein jüdischer Klientelkönig Roms.
Sein Vater Antipatros führte bis zu seiner Ermordung die Regierungsgeschäfte für den Ethnarchen und Hohenpriester Hyrkanos II. aus der Dynastie der Hasmonäer. An diesen Verwaltungsaufgaben wurden auch Herodes und sein Bruder Phasael beteiligt. Als die Parther 40 v. Chr. in Judäa einfielen, ersetzten sie Hyrkanos durch dessen innerfamiliären Feind Antigonos Mattatias. Herodes floh nach Rom. Er genoss das Vertrauen des Marcus Antonius. Deshalb erklärte ihn der römische Senat zum befreundeten König – zunächst ein Titel ohne Land. Herodes eroberte mit römischer Unterstützung 37 v. Chr. Jerusalem und entmachtete die bis dahin regierende Familie der Hasmonäer. Nach der Schlacht bei Actium wechselte Herodes ins Lager des Octavian, der sein Königtum bestätigte (30 v. Chr.) und sein Herrschaftsgebiet vergrößerte. Das Reich des Herodes war ein neuartiges territoriales Gebilde mit multiethnischer und multireligiöser Bevölkerung.
Herodes hatte 37 v. Chr. Mariamne, die Enkelin Hyrkanos’ II., geheiratet. Sie scharte am Hof eine Hasmonäerpartei um sich und unterhielt Kontakte zu Kleopatra VII. Als Klient des Marcus Antonius war Herodes hier zu einem defensiven Agieren gezwungen. Nachdem er ins Lager des Octavian gewechselt war, schuf er klare Verhältnisse: Er brauchte die Söhne aus der Ehe mit Mariamne, aber nicht mehr Mariamne selbst. 29 v. Chr. ließ Herodes die Königin hinrichten. Zwei Söhne aus dieser Ehe, Alexander und Aristobulos, ließ er für die Thronnachfolge erziehen, fühlte sich dann aber zunehmend von dem Brüderpaar bedroht. Gleichwohl waren Alexander und Aristobulos lange in das Regierungssystem ihres Vaters eingebunden und stärkten dessen Legitimität. Aber 7 v. Chr. verurteilte ein römisches Gericht die beiden wegen Hochverrats zum Tode. Herodes zog nun unter seinen Söhnen verschiedene Kandidaten als Erben seines Reichs in Betracht, eine Problematik, die bis an sein Lebensende nicht gelöst wurde.
Die Regierungszeit des Herodes ist durch zahlreiche große Bauprojekte gekennzeichnet, von denen einige noch als Bodendenkmäler erhalten sind (Caesarea Maritima, Herodium, Masada, Jericho); die Jerusalemer Bauten, vor allem der Neubau des Tempels, wurden jedoch bei der römischen Einnahme der Stadt 70 n. Chr. weitgehend zerstört.
Die Biografie des Herodes schrieb der jüdisch-hellenistische Historiker Flavius Josephus: Einer eher positiven Darstellung in seinem Werk Jüdischer Krieg (Buch 1) folgte eine stark negativ getönte Darstellung des Herodes in seinem späteren Hauptwerk Jüdische Altertümer (Bücher 14 bis 17). Josephus nutzte das verlorene Werk des Nikolaos von Damaskus, eines Gelehrten am Hof des Herodes.
In den Kindheitsgeschichten des Matthäusevangeliums spielt Herodes eine zentrale Rolle als Rivale und Verfolger des neugeborenen Jesus von Nazareth (Kindermord in Bethlehem).

## Name
Der Name Herodes, altgriechisch Ἡρωίδης Hērōídēs, später kontrahiert zu Ἡρῴδης Hērṓdēs (mit Iota subscriptum), ist in Inschriften und Papyri auch für andere Personen bezeugt. Der Name geht auf das altgriechische ἥρως hērōs „Held“ zurück.
Als römischer Bürger lautete sein Name Gaius Iulius Herodes, die Nachwelt kannte ihn als Herodes den Großen. Im Babylonischen Talmud wird sein Name mit הוֹרְדוֹס Hōrdōs wiedergegeben (Jüdisch-babylonisches Aramäisch).

## Leben

### Herkunft und Jugend

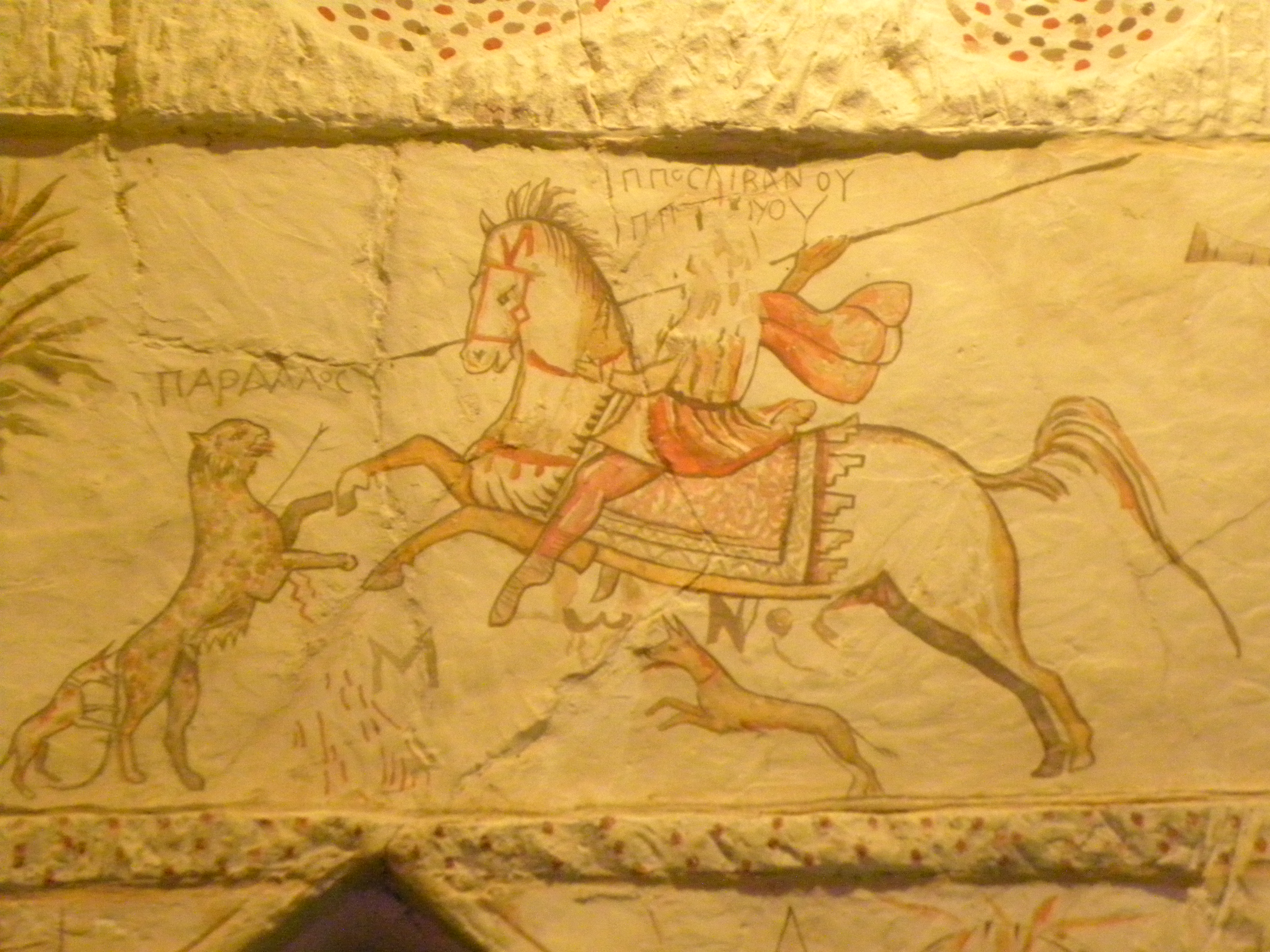
„Stets war er [Herodes] ein ausgezeichneter Jäger, dabei kam ihm seine Fähigkeit im Reiten im hohen Maße zustatten.“ Jagdszene, Detail des sog. Sidoniergrabs (2. Jahrhundert v. Chr.) in Herodes’ mutmaßlichem Geburtsort Marissa (2011)

Die Welt, in der Herodes heranwuchs, war römisch dominiert. Aber das Römische Reich befand sich in einer Umbruchssituation, die im östlichen Mittelmeergebiet zu einer tiefen Verunsicherung der Eliten führte. Man konnte kaum abschätzen, wer in Rom tatsächlich an der Macht war und auf welche Seite man sich also stellen sollte. Die Bevölkerung der Levante war von den römischen Bürgerkriegen durch hohe Kriegstribute, Truppendurchzüge und Plünderungen betroffen.
Herodes war der zweite Sohn des Antipatros und seiner Frau Kypros, einer Nabatäerin. Er hatte drei Brüder und eine Schwester; seine Familie gehörte zur Oberschicht Idumäas. Die Idumäer waren im 2. Jahrhundert v. Chr. zum Judentum konvertiert – das war aus der Sicht der Jerusalemer Elite ein Makel. Herodes ließ sich später von seinem Hofhistoriker Nikolaos von Damaskus einen Stammbaum konstruieren, der ihn zum Nachkommen jüdischer Rückkehrer aus dem Babylonischen Exil machte, „doch sagt er das wohl nur, um … Herodes, der durch Zufall König der Juden wurde, … einen Gefallen zu erweisen,“ merkte Josephus kritisch an. Herodes genoss eine hellenistische Schulbildung, so dass ihm später Liebe zu Philosophie, Geschichte und Rhetorik nachgerühmt werden konnten. Dem gleichen Bildungsideal entsprach es, dass Josephus ihn als sehr guten Jäger und Reiter sowie erfolgreichen Athleten schilderte.
Idumäa war innerhalb des Hasmonäerreichs eine randständige Region; Aufstiegschancen boten sich nur in der Hauptstadt Jerusalem. Herodes’ Vater Antipatros ging erfolgreich diesen Weg. Er war politischer Berater des Ethnarchen und Hohepriesters Hyrkanos II., erwarb sich aber auch in Rom einen guten Ruf, da er mehrfach militärische Unterstützung bereitstellte. Bei den Machtkämpfen innerhalb der Hasmonäerfamilie stand Antipatros loyal zu Hyrkanos. „Rom dagegen war die alles beherrschende Macht, der man die Treue halten mußte; Pompejus, Gabinius und all die andern Persönlichkeiten waren lediglich die austauschbaren Repräsentanten dieser Macht,“ so kennzeichnet Ernst Baltrusch die Grundlinien von Antipatros’ Politik, die Herodes gewissermaßen vom Vater lernte.
Seit 48 v. Chr. beschränkte sich Hyrkanos II. auf sein religiöses Amt als Hohepriester und überließ Antipatros die Verteidigung und Besteuerung des Reichs; dieser beteiligte seine beiden Söhne Phasael und Herodes an diesen Aufgaben. 47 v. Chr. erwarb Antipatros das römische Bürgerrecht und wurde in die gens Iulia aufgenommen. Antipatros setzte seinen älteren Sohn Phasael als Strategos von Jerusalem ein; den noch jugendlichen Herodes machte er zum Strategos von Galiläa. Dort ging Herodes gegen Rebellen vor, die er verhaften und ohne Gerichtsverfahren hinrichten ließ. Wegen der Exekutionen musste er sich vor dem Synhedrium in Jerusalem verantworten. Dieses Gremium unterschätzte, wie stark Sextus Iulius Caesar, der Statthalter von Syrien, Herodes unterstützte. Herodes wurde freigelassen; die Jerusalemer Elite hatte gelernt, dass hinter Herodes und seiner Familie Rom stand.
Nachdem Antipatros Anfang 42 v. Chr. von Malichos, einem innenpolitischen Rivalen, vergiftet worden war, versank die Region fünf Jahre im Chaos. In Tyros erschlugen römische Soldaten den Malichos, aber sein Bruder führte den Kampf gegen die idumäischen Brüder Phasael und Herodes weiter. Weitere lokale Akteure griffen ein: Helix in Jerusalem (womöglich ein bestochener römischer Beamter), Marion von Tyros, der in Galiläa aktiv wurde, Ptolemaios von Chalkis und ein von Cassius in Damaskus eingesetzter Präfekt namens Fabius. Der Hohepriester Hyrkanos wurde von seinem innerfamiliären Rivalen Antigonos Mattatias bedrängt und setzte zum Machterhalt auf Phasael und Herodes. Um sich die Unterstützung der Brüder zu sichern, versprach er dem Herodes seine elfjährige Enkelin Mariamne als künftige Frau. Herodes verstieß seine erste Frau Doris, mit der er einen Sohn Antipatros hatte. (Diese Doris, die später noch einmal mit ihrem Sohn an den Hof zurückkehren sollte, war Jüdin aus einer Jerusalemer Oberschichtfamilie.)
Im Herbst 42 unterlagen Cassius und Brutus in der Doppelschlacht bei Philippi; danach gehörte die Levante zur Machtsphäre des Marcus Antonius, und dieser reiste umher, um sich den lokalen Eliten bekannt zu machen. „Antonius interessierte nicht, wer für Ämter legitimiert war, sondern ausschließlich, wer geeignet und ihm gegenüber loyal war.“ Er bestätigte den Hyrkanos als Hohepriester und Ethnarchen und verlieh Phasael, Herodes und Pheroras, einem dritten Bruder, den etwas diffusen Titel Tetrarch, was konkret hieß, dass zu den bisherigen Kompetenzen als Strategen auch Aufgaben des ermordeten Vaters auf sie übergingen. Auf seinen Münzprägungen zählte Herodes seine Regierungsjahre ab dieser Einsetzung als Tetrarch (42 v. Chr.).

### Rex socius et amicus (40–31 v.Chr.)
40 v. Chr. fielen die Parther in Judäa ein; sie installierten Antigonos Mattatias in Jerusalem als König. Herodes ließ seine Familie im Schutz einer militärischen Einheit auf Masada zurück. Er floh ins Nabatäerreich. Der nabatäische König Malichus I. hielt ihn hin, so dass Herodes schließlich nach Alexandria weiterreiste – wo er bei Kleopatra VII. auch keine Unterstützung fand. Auf dem Seeweg kam er dann als Schutzflehender nach Rom: mittellos und damit auch militärisch für seine römischen Gesprächspartner ohne Wert. Aber er hatte sein Wissen über die internen Strukturen in Judäa und Idumäa anzubieten. Dass er nicht aus priesterlicher Familie war und daher keine Ambitionen auf das Hohepriesteramt entwickeln konnte, war aus römischer Sicht ein Vorteil. Da Herodes sich nicht religiös legitimieren konnte, bildete die Anerkennung durch Rom fortan seine Machtbasis. So wurde er unter dem zweiten Triumvirat, bestehend aus Octavian, Marcus Antonius und Marcus Aemilius Lepidus, vom Senat in Rom zum König (lateinisch Rex socius et amicus populi Romani, verbündeter König und Freund des römischen Volkes) proklamiert:

„Man berief den Senat ein, und Messala und nach ihm Atratinus stellten den Herodes vor, gaben einen fortlaufenden Bericht über die guten Taten seines Vaters und erinnerten an sein eigenes Wohlwollen gegenüber den Römern. Zugleich klagten sie den Antigonos an und erklärten ihn zum Feind, … weil er, unter Umgehung Roms, seine Herrschaft von den Parthern empfangen habe, was der Senat mit Entrüstung zur Kenntnis nahm. Nun trat Antonius auf und wies die Senatoren darauf hin, daß es auch für den Krieg gegen die Parther von Nutzen sei, wenn Herodes König würde. Diese Meinung wurde durch einstimmigen Beschluß gebilligt.“

Herodes hatte aber zunächst nur den Titel und kein Land: „Eine vielleicht besonders qualifizierte, aber nicht berechtigte Persönlichkeit erhält von einer fremden Macht den Königstitel ohne feste räumliche Begrenzung mit dem Auftrag, sich selbst dort einzurichten,“ kommentiert Ernst Baltrusch die ungewöhnliche Situation. Gemeinsam mit dem römischen Statthalter Gaius Sosius eroberte Herodes von 39 bis 37 v. Chr. das ihm zugesprochene Herrschaftsgebiet, wobei Herodes die Aufgabe zufiel, ein Söldnerheer zu mobilisieren.

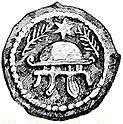
Münzprägung des Herodes, Samaria ca. 40 v. Chr.: Helm mit Wangenklappen und Stern als Verzierung, zwei Palmzweige

Es war, so Baltrusch, auch ein Krieg um die Deutungshoheit. Als erster Hasmonäer ließ Antigonos Mattatias jüdische Kultgeräte auf Münzen abbilden, um damit seine religiöse Legitimation herauszustellen. Herodes konnte auf diesem Feld nicht mit Antigonos konkurrieren. Einige seiner politischen Gegner bestritten, dass Herodes, der Idumäer, ein vollwertiges Mitglied ihrer Religion sei. Folgerichtig emittierte er einige für viele Deutungen offene und damit viele Bevölkerungsgruppen ansprechende Münzen. Erkennbar sind darauf Dreifuß (Frömmigkeit), Helm (Wehrhaftigkeit) und Palmzweige (Frieden). Während es den römischen Truppen schnell gelang, die Parther zurückzuschlagen, tat sich Herodes schwer. Ohne den hasmonäischen Hohepriester Hyrkanos II. an seiner Seite war er nicht legitimiert, gewann wenige Unterstützer, und gelegentliche römische Hilfsaktionen vergrößerten durch ihre Brutalität noch die Ablehnung in der Bevölkerung. In dieser Situation forcierte Herodes, mitten im Krieg, die Heirat mit der gerade 16-jährigen Mariamne. Sie fand im Frühjahr 37 in Samaria statt. Die Ehe mit Mariamne brachte Herodes große Vorteile, da die Kinder aus dieser Ehe Hasmonäer sein würden und damit für jenen Teil der judäischen Elite akzeptabel wären, der nach wie vor mit dem früheren Herrscherhaus sympathisierte. Bezeichnenderweise trugen die Söhne aus der Ehe von Herodes und Mariamne die dynastischen Namen Alexander und Aristobulos.
Der Krieg endete mit der Einnahme von Jerusalem; Herodes verhinderte knapp ein Massaker seiner Soldaten an der Stadtbevölkerung. Dies ist auch ein Symptom für die Spannungen, die innerhalb des Judentums zwischen Judäern und Bevölkerungen, die in der Hasmonäerzeit zum Judentum konvertiert waren (Galiläer und Idumäer), bestanden. Antigonos Mattatias wurde auf Befehl von Marcus Antonius hingerichtet.
Kleopatra VII. war daran interessiert, Koilesyrien wieder ins Herrschaftsgebiet der Ptolemäer einzugliedern. Das gefährdete die ohnehin noch ungefestigte Herrschaft des Herodes in Jerusalem. Aber Marcus Antonius gab ihr in diesem Punkt nicht nach und hielt an Herodes fest. Indem sie am Hof des Herodes die hasmonäische Gruppe um die Schwiegermutter Alexandra und die Ehefrau Mariamne unter ihren Schutz nahm, zwang sie Herodes gegenüber seinen innenpolitischen Gegnern zu einem defensiven Agieren. Marcus Antonius machte Kleopatra 36 v. Chr. zur Eigentümerin der ertragreichen Palmen- und Balsamhaine von Jericho, und Herodes musste diese von ihr pachten. Der Nabatäerkönig Malichus I. war in der gleichen Situation; die Beziehung zwischen Herodes und ihm war zusätzlich belastet, da er seinerzeit Herodes bei seiner Flucht vor den Parthern nicht unterstützt hatte. Wegen eines Konflikts um die Pachtzahlung kam es 32 v. Chr. zum Krieg zwischen Herodes und Malichus. Im Hauran fanden mehrere Schlachten statt. Im Spätsommer 31 gelang Herodes der entscheidende Sieg bei Philadelphia (Amman). Flavius Josephus suggeriert, dass Kleopatra Herodes in den Krieg gegen Malichus gedrängt habe, was von der Forschung teils akzeptiert wird, teils als geradezu selbstmörderische Schwächung der eigenen Position im Konflikt mit Octavian abgelehnt wird.

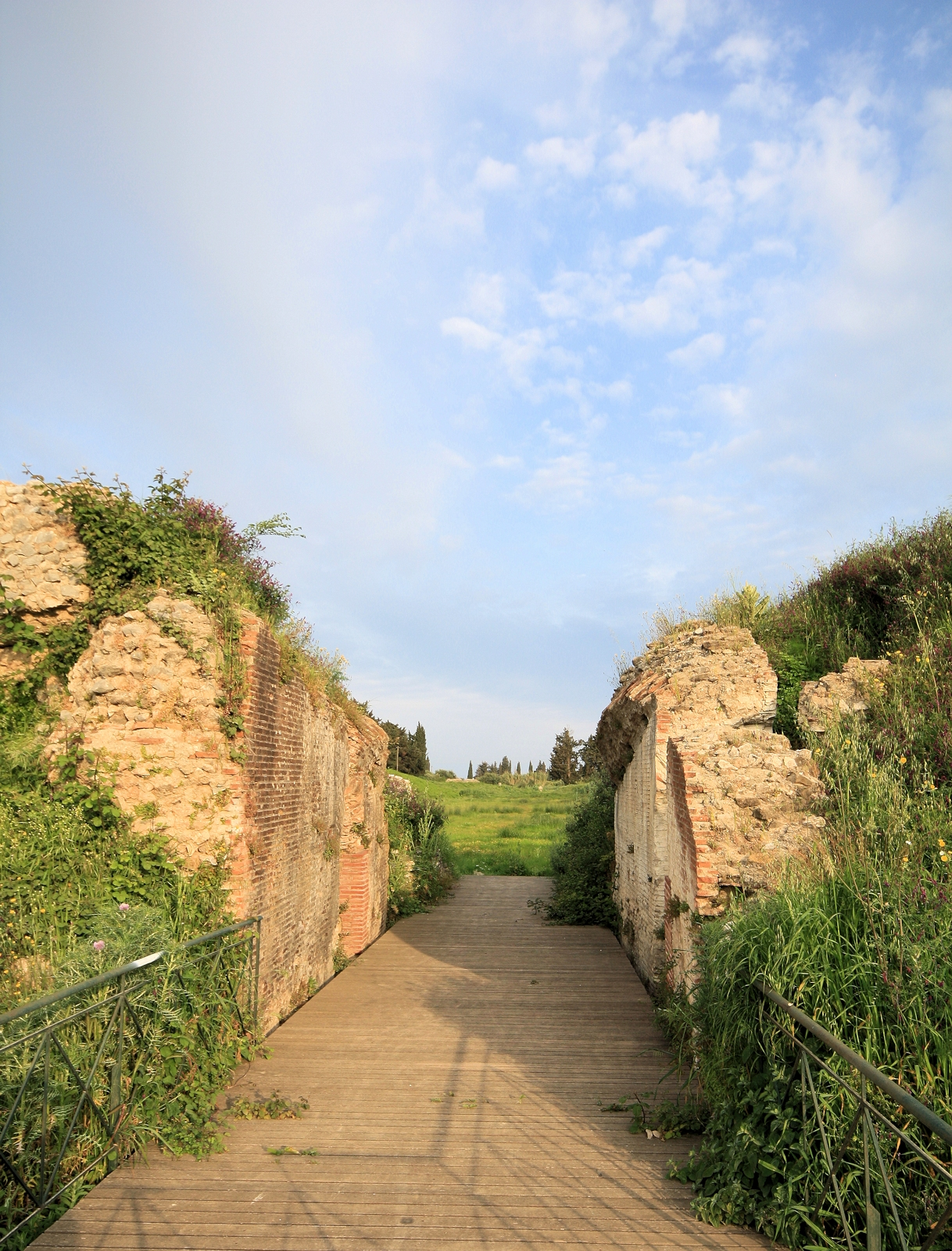
Eingang des Stadions von Nikopolis. Hier wurden zur Erinnerung an den Sieg bei Actium „aktische“ Wettkämpfe eingeführt. Herodes beteiligte sich finanziell beim Bau dieser „Siegesstadt“ und begründete nach ihrem Vorbild „isaktische“ Spiele in Jerusalem

Nachdem sein Patron Marcus Antonius in der Schlacht bei Actium unterlegen war, übertrug Herodes seine Loyalität auf den Sieger Octavian. Josephus schilderte das so: Herodes habe unterlassen, Marcus Antonius mit Schiffen und Soldaten zu unterstützen, und nach der Schlacht Octavian dafür um Entschuldigung gebeten, dass er seinem Patron nicht in angemessener Weise geholfen habe. Diesen Fehler verzieh ihm Octavian gern. Die Episode wird vielfach als Erfindung des Josephus betrachtet, ist allerdings in sich plausibel.

### Jahre stabiler Regierung (30–12 v.Chr.)

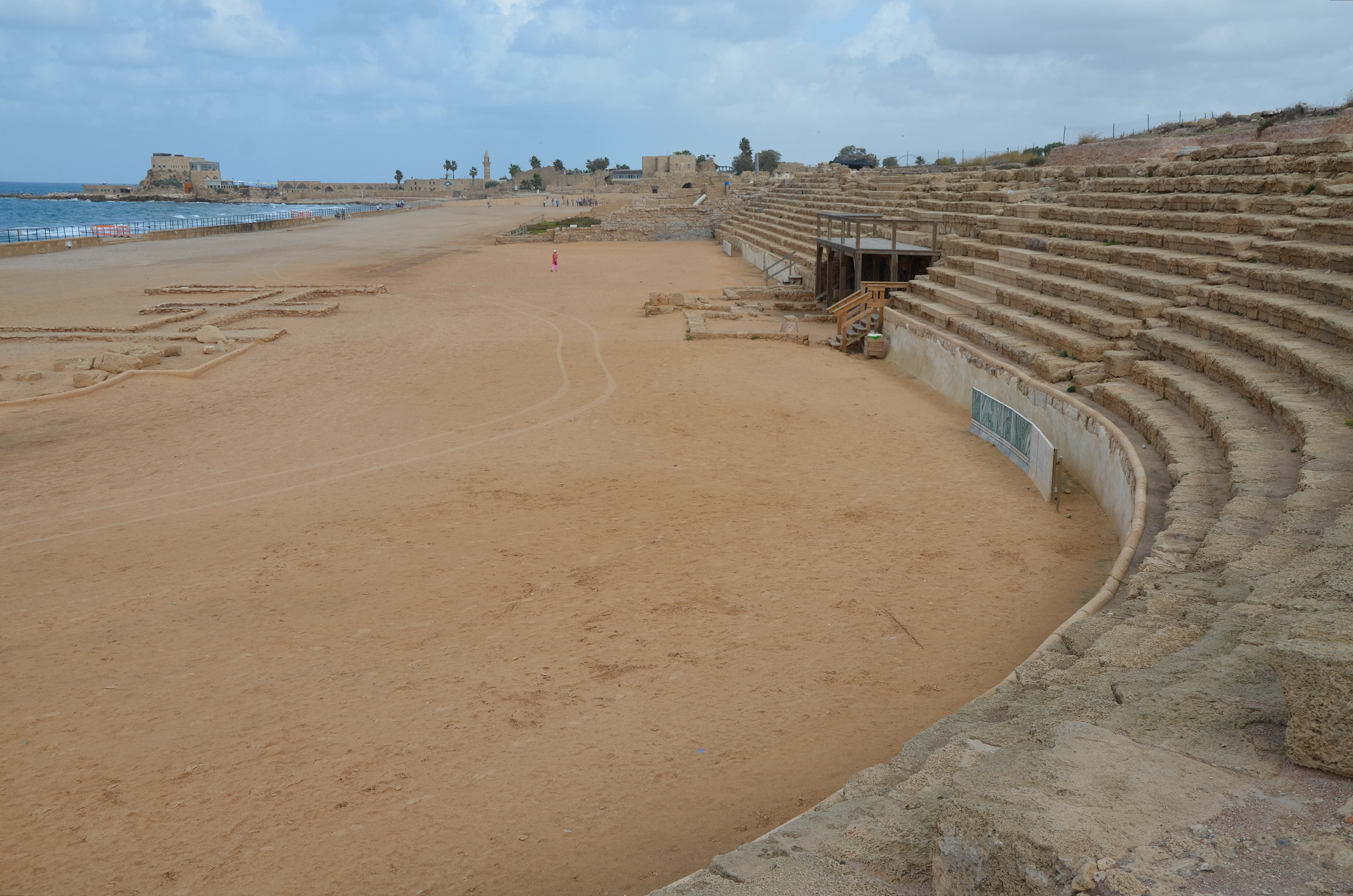
Hippodrom mit Meerblick in Caesarea Maritima (2014)

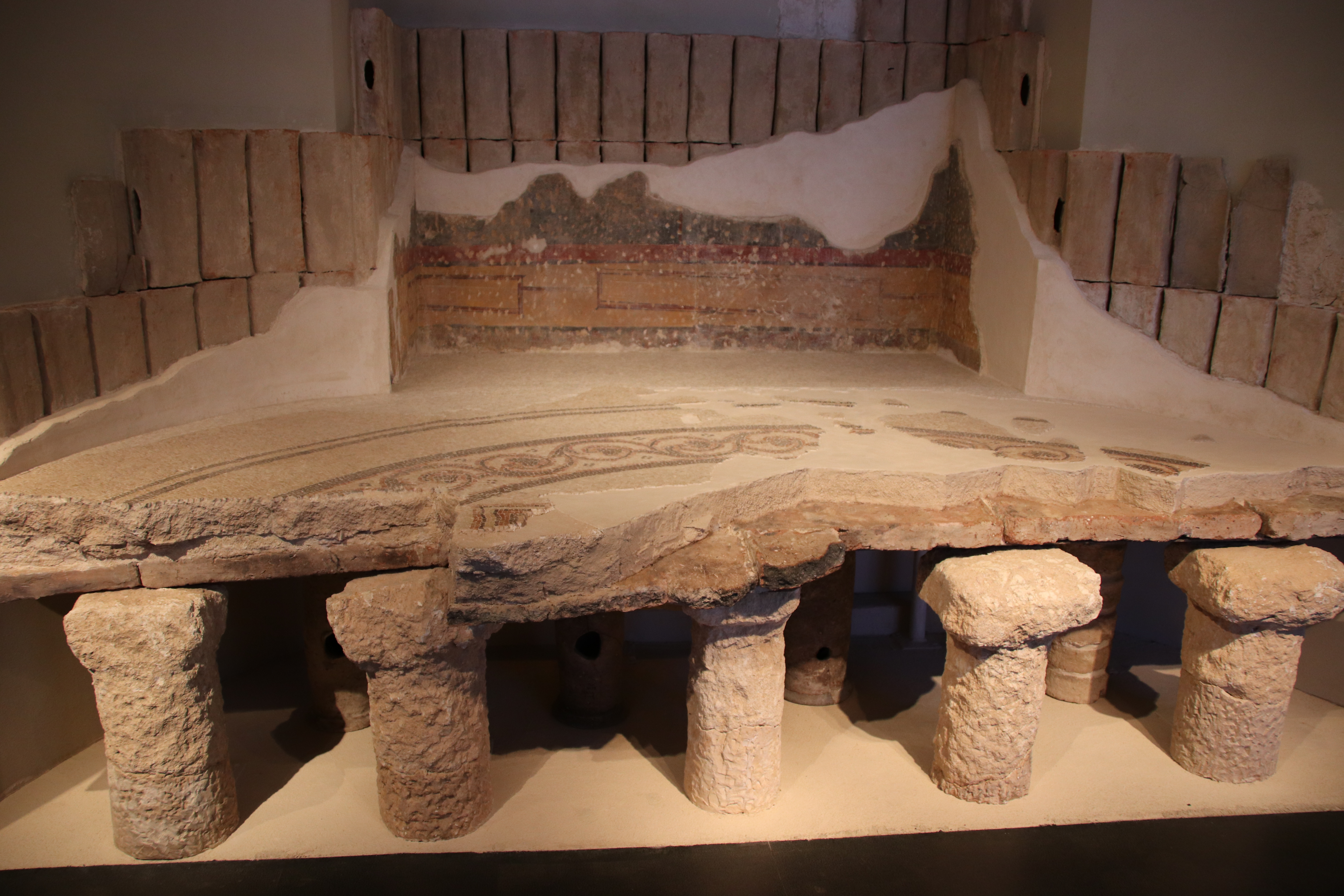
Teilrekonstruktion des Caldariums der Thermenanlage in Herodium (Israel Museum, 2018)

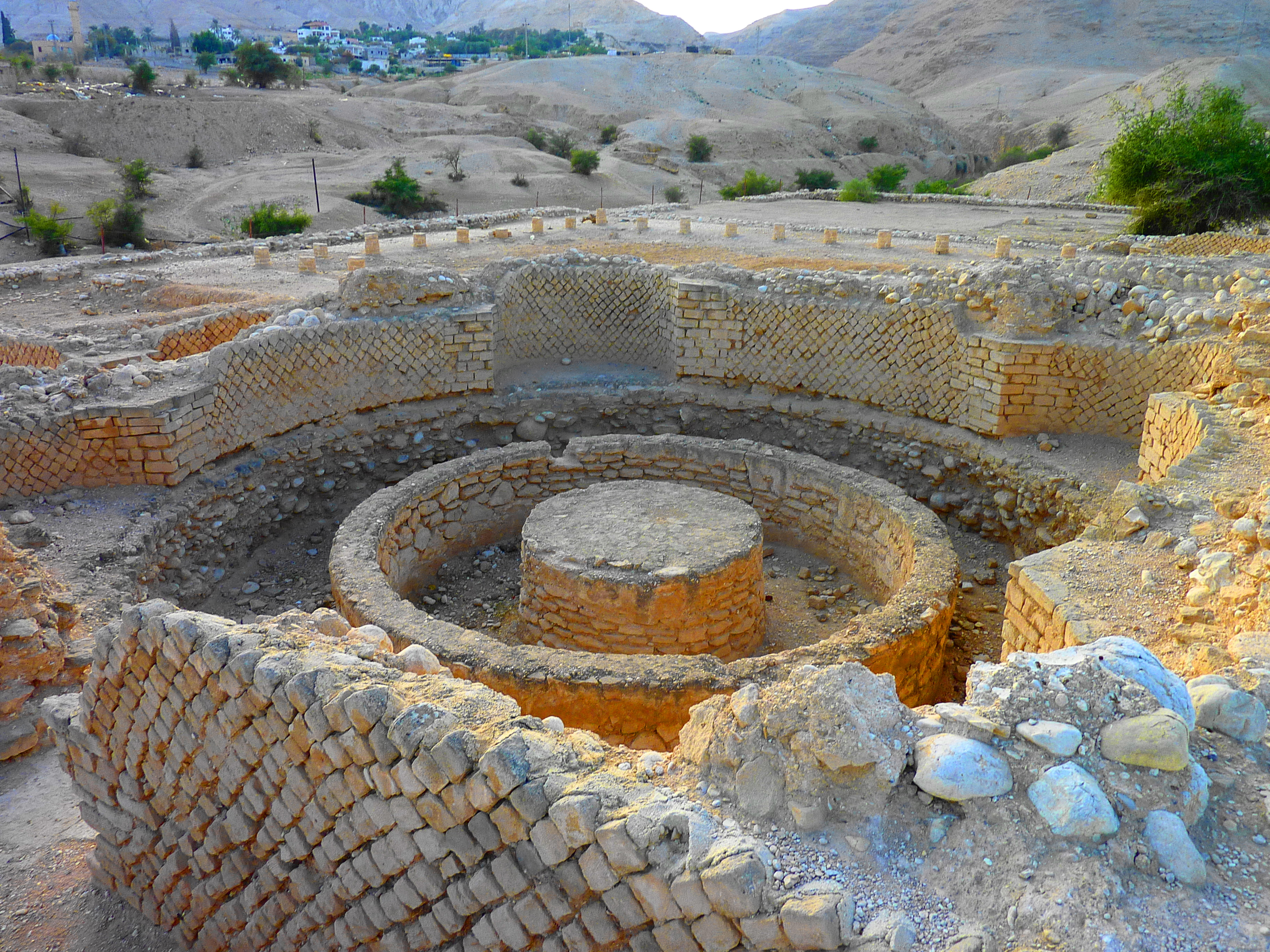
Kaltbaderaum mit opus reticulatum in einem der herodianischen Paläste von Jericho (2011). Diese typisch römische Mauerverblendung war zunächst weitgehend auf Italien beschränkt, begegnet aber während des Prinzipats in einigen Bauprojekten orientalischer Klientelkönige.

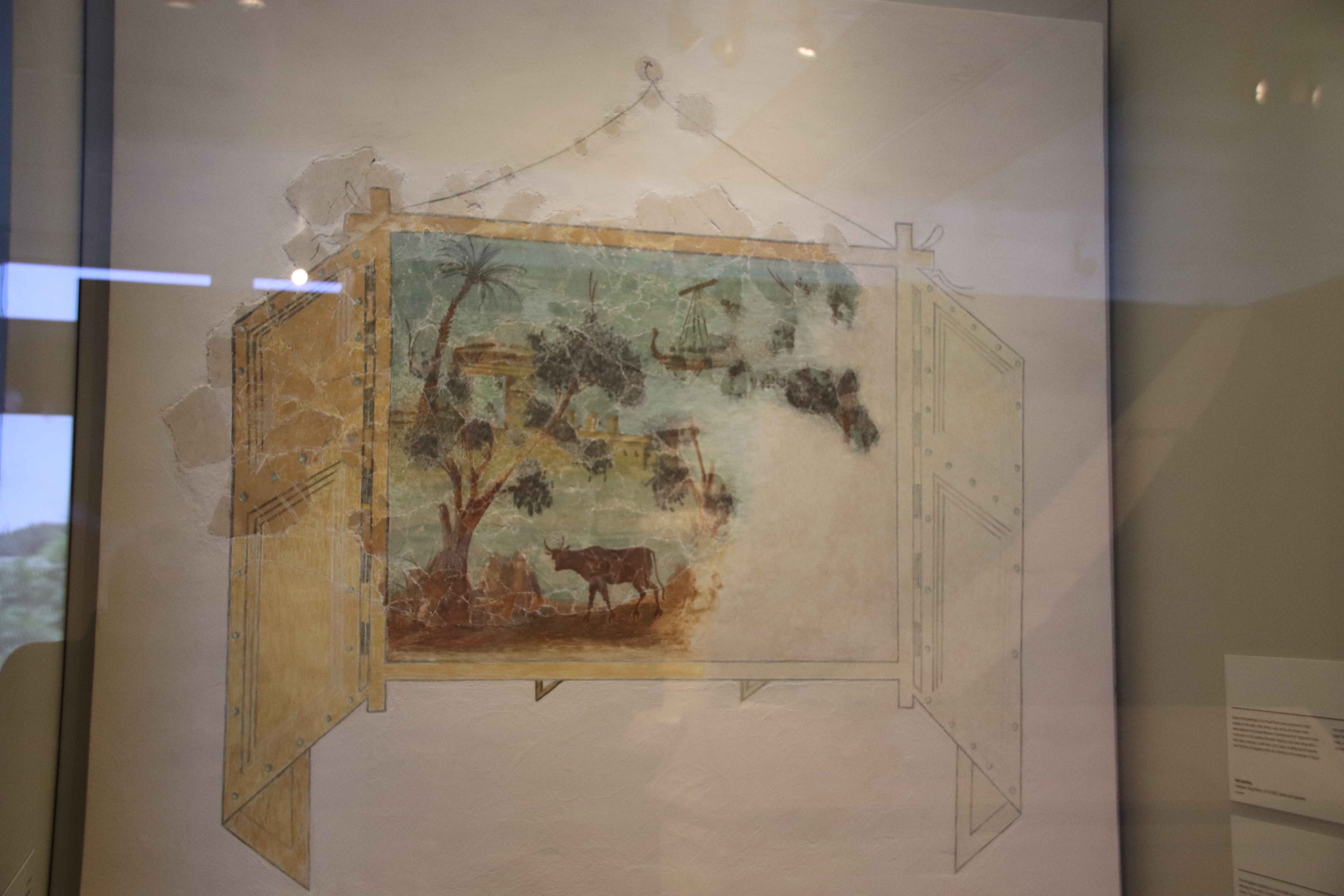
Fresko mit Landschaftsdarstellung aus der königlichen Loge im Theater von Herodium (Israel Museum, 2018)

Im Jahr 30 v. Chr. bestätigte Octavian den Herodes auf Rhodos als König von Judäa – „ungeachtet der Rolle, die er im Herrschaftssystem des Antonius gespielt hatte“, und nahm ihn in seine amicitia auf. Außerdem bekam er nach einer Art Bewährungszeit weitere Gebiete zu seinem Herrschaftsbereich hinzu.
Für die Hasmonäer am Hof des Herodes machte sich direkt bemerkbar, dass sie unter dem Schutz der Kleopatra gestanden hatten und Herodes nach der Übereinkunft mit Octavian keine Rücksichten mehr nehmen musste. Er brauchte für die Nachfolgeregelung die Kinder aus dieser Ehe, aber er brauchte seine Schwiegermutter und seine Ehefrau nicht mehr: 29 v. Chr. ließ Herodes Mariamne hinrichten, ein Jahr später Alexandra. Um 23/22 v. Chr. verlieh Augustus Herodes das Recht, einen Nachfolger zu benennen. Die Wahl fiel auf die Prinzen Alexander und Aristobulos; sie wurden sorgfältig erzogen und verbrachten fünf Jahre in Rom, bis Herodes sie bei seinem Rombesuch auf dem Rückweg wieder mit nach Judäa brachte. Nun wurden standesgemäße Ehen für die beiden arrangiert. Bald zeichnete sich ab, dass die beiden Prinzen ihre hasmonäische Identität stärker als erwartet kultivierten und die idumäische Gruppe am Hof um Herodes’ Schwester Salome allem Hasmonäischen tief misstraute. Aber bis zur Verurteilung und Hinrichtung des Brüderpaars (7 v. Chr.) waren die beiden durchaus in das Regierungssystem des Herodes integriert und stärkten seine fragile Legitimität.
Herodes ehrte seine römischen Gönner, indem er Bauprojekte nach ihnen benannte (Caesarea, Sebaste, Agrippeion, Antonia, Julias). In Jerusalem, seiner Hauptstadt, zeigte er sich als Wohltäter in römischem Stil durch Neubau eines Theaters und Amphitheaters (27 v. Chr.) sowie Begründung der „isaktischen“ Spiele: athletische, musikalische und dramatische Wettbewerbe sowie Pferderennen. Tierhetzen wurden vorgeführt; Besucher der Stadt waren beeindruckt, aber bei der Bevölkerung stießen diese Projekte (laut Josephus) auf Ablehnung, da sie gegen die Tradition seien.
In Jerusalem ließ Herodes den jüdischen Tempel neu bauen. Eine großzügige Esplanade schuf nicht nur Raum für das eigentliche Tempelhaus mit den inneren Tempelhöfen, sondern auch für den äußeren Vorhof mit umgebenden Säulenhallen.
Nach dem Sabbatjahr 29/28, in dem die Landwirtschaft ruhte, folgte ein schweres Dürrejahr 28/27. Hunger und Krankheiten grassierten. Herodes nutzte seine Privatvermögen und ließ sogar seine Kunstschätze einschmelzen, um in Ägypten Getreide für die Bevölkerung zu kaufen. Dank guter Beziehungen zu Publius Petronius, dem Präfekten von Ägypten, wurde er unter den Kaufinteressenten mit Vorzug behandelt. Die Verteilung des Getreides organisierte Herodes musterhaft. Er konnte die gesamte Aktion propagandistisch für sich verbuchen; gleichzeitig war er aber auch in dieser Notlage imstande, seine Pflichten als Freund Roms zu erfüllen und stellte für den Feldzug des Aelius Gallus nach Südarabien ein Kontingent von 500 Elitesoldaten aus seiner Leibwache. Das nächste Sabbatjahr 22/21 war wieder von einer Missernte gefolgt; diesmal senkte Herodes die Steuern für alle Bewohner seines Reichs um ein Drittel.
Im Jahr 22 v. Chr. begann der Ausbau der am Meer gelegenen Stadt Caesarea Maritima und ihres Hafens. Das stadtplanerische Konzept ist interessant für die Politik, mit der Herodes versuchte, die verschiedenen Bevölkerungsgruppen seines Reichs zu integrieren. Caesareas Einwohner waren nämlich je zur Hälfte jüdisch und nichtjüdisch, aber durch Herodes’ Bauprojekt entstand eine eindeutig römische Stadt: die per Schiff ankommenden Besucher sahen als erstes den erhöht gebauten Tempel der Roma und des Augustus.
Das Jahr 15 v. Chr. brachte für Herodes einen großen politischen Erfolg: es gelang ihm, Marcus Vipsanius Agrippa, den engsten Vertrauten des Augustus, im Rahmen von dessen Orientreise zu einer Tour durch Judäa zu gewinnen. Dabei konnte er diesem seine Stadtneubauten in römischem Stil vorführen, seine Palastfestungen (die Region war also auch militärisch gesichert) und die prächtig ausgebaute Metropole Jerusalem. Die Bevölkerung jubelte dem römischen Gast zu; dieser, der Mitkaiser, ließ in seinem Namen dem Gott JHWH im Tempel Opfer darbringen und wertete dadurch die jüdische Religion im Römischen Reich auf. Versuchsweise wurde das kleine Theater von Herodium vom Ausgräber Ehud Netzer mit dem Besuch Agrippas in Verbindung gebracht. Es besaß eine königliche Loge, „ein bauliches Unikum im griechisch-römischen Theaterbau.“ Die Wände sind im 2. Pompejanischen Stil bemalt. Singulär sind in dieser Region eine Reihe von illusionistischen Fensterimitationen, die Ausblicke in eine Nillandschaft gewähren.
Herodes schuf sich im östlichen Mittelmeerraum einen Ruf als begeisterter und äußerst großzügiger Philhellene. Er unterstützte die finanziell angeschlagenen Olympischen Spiele und sicherte damit ihre weitere Zukunft. Auf seiner Reise nach Rom im Jahr 12 v. Chr. wurde ihm wahrscheinlich zum Dank dafür die Ehre zuteil, die Spiele der 192. Olympiade zu leiten, was ihm in der griechischen Welt sehr großes Prestige eingebracht haben dürfte. Mit Athen wurde ein weiterer symbolträchtiger Ort von Herodes mit Wohltaten bedacht. Nach Josephus spendete er Weihegaben. Von zwei in Athen aufgestellten Herodesstatuen blieben die Basen erhalten; die eine Inschrift rühmt ihn als Freund der Römer, die andere als Freund des Kaisers. Vermutet wurde, dass Herodes auch den Tempel der Roma und des Augustus auf dem Gelände der Akropolis bauen ließ. In Seia (Sīʿ) nahe Qanawat befand sich eine Herodesstatue im Tempel des Baal Schamim. Auf der Insel Syros wurden drei Fragmente einer Stiftungsinschrift des Herodes gefunden; diese Inschrift stammt aber möglicherweise von der Insel Delos. In Berytos restaurierten zufolge einer Inschrift Herodes Agrippa II. und Berenike etwas, „was ihr Urgroßvater Herodes gebaut hatte.“

### Krisenhafte Regierungsjahre (12–4 v. Chr.)
Die krisenhafte letzte Regierungsphase begann damit, dass Herodes in der Nachfolgeregelung plötzlich eine Änderung traf. Etwa 14/13 v. Chr. holte er seine erste Frau Doris an den Hof zurück und traf Maßnahmen, um die vernachlässigte Erziehung seines ältesten Sohnes Antipatros zu kompensieren. Dieser wurde nun auch nach Rom geschickt. Am Hof herrschte eine erhebliche Spannung, da Herodes ein für die damalige Zeit hohes Alter erreicht hatte und die Höflinge sondierten, ob sie sich einem der Freundeskreise der beiden Mariamne-Söhne anschließen sollten. Indem Herodes einen neuen Bewerber um die Krone an den Hof holte, geriet die Situation außer Kontrolle. „Der genaue Ablauf liest sich bei Josephus kaum anders als eine inszenierte Familiensoap aus Hollywood oder auch als absurdes Theater.“ Antipatros hatte alsbald einen eigenen Freundeskreis, den er nutzte, um die beiden Mariamne-Söhne bei Herodes zu denunzieren – er selbst hielt sich zurück. Diese wiederum traten ganz offen mit dem Anspruch auf, dass ihre hasmonäische Herkunft sie zur Herrschaft legitimiere, und kündigten an, die nicht-hasmonäischen Ehefrauen des Königs mit ihren Nachkommen in Zukunft zu Weberinnen und Dorfschreibern degradieren zu wollen. Das ließ die „Idumäer“ um Salome und den plötzlich neu formierten Kreis um Antipatros zusammenrücken, wobei diffus bleibt, wer Antipatros unterstützte, womöglich Teile der Jerusalemer Oberschicht, aus der seine Mutter stammte.
Im Jahr 12 v. Chr. zeigte Herodes die beiden Prinzen aus der Ehe mit Mariamne wegen versuchten Giftmords vor dem Kaiser an. Er fuhr mit beiden nach Aquileia, wo der Prozess stattfinden sollte; doch Augustus bestand darauf, dass die drei sich aussöhnten. Seine Nachfolge regelte Herodes so, dass sowohl Alexandros als auch Aristobulos in königlichen Rang erhoben, aber Antipatros ihnen übergeordnet sein sollte. Augustus bestätigte, dass Herodes das Recht hatte, seine Nachfolge in dieser Weise zu regeln.
Typisch für einen Klientelkönig, festigte Herodes seine Beziehung zum Kaiser durch große, formal freiwillige Geldgeschenke und wurde von diesem wiederum mit Privilegien belohnt. So schenkte er Augustus 300 Talente (7,5 Millionen Sesterzen) zum Dank für die von diesem vermittelte Versöhnung mit seinen Söhnen. Augustus trat ihm dafür den halben Ertrag der Kupferminen von Zypern ab, womit er die eigene Münzprägung des Herodes erleichterte (Gold- und Silbermünzen durften Klientelkönige nicht prägen).
Herodes verlor am Ende seiner Regierungszeit vorübergehend die Vertrauensstellung bei Augustus, die er lange hatte wahren können. Hintergrund war ein Wiederaufleben des alten Konflikts mit den Nabatäern seit etwa 14 v. Chr. Herodes brüskierte den nabatäischen Kanzler Syllaios, der Herodes’ Schwester Salome zu heiraten wünschte, indem er dessen Übertritt zum Judentum zur Bedingung machte. Syllaios unterstützte danach mit eigenen Söldnern Aufstandsbewegungen in der Trachonitis, und Herodes griff dort 9 v. Chr. militärisch ein. Daraufhin verklagte Syllaios den Herodes beim Kaiser. Herodes’ Hofchronist Nikolaos von Damaskus konnte die Vorwürfe in Rom entkräften, und Augustus verurteilte Syllaios zum Tode. Im gleichen Jahr 9 v. Chr. hatte Aretas IV. in Petra die Thronfolge angetreten, ohne sich vorab vom Kaiser bestätigen zu lassen. Augustus erwog daraufhin, das Nabatäerreich dem Herrschaftsgebiet des Herodes hinzuzufügen. Im Blick auf das Alter des Herodes und die Unwägbarkeiten seiner Nachfolge entschied er sich aber dagegen.
Nach einem von Antipatros lancierten Verdacht klagte Herodes die Söhne der Mariamne wegen Hochverrats an. Augustus gab ihm die Erlaubnis, gerichtlich gegen seine Söhne vorzugehen, d. h., er hatte die Macht, sie zu retten, unterließ es aber. Die Gerichtsverhandlung fand 7 v. Chr. in Berytos (Beirut) vor einem römischen Gericht statt. Es war eine Art Schauprozess, bei der es nicht um den Schuldspruch, sondern um das Strafmaß ging – da war Herodes unsicher. Aber angesichts der aufgewühlten Emotionen im Reich und an seinem Hof kam weder Kerker noch Verbannung in Betracht. Die Brüder wurden in Sebaste erdrosselt und danach in Alexandreion beigesetzt. Nach Josephus war das Todesurteil für die Prinzen Folge einer Hofintrige. Es war offensichtlich, dass sie ihren Vater wegen der Hinrichtung ihrer Mutter hassten. Aber für Herodes mag es auch einen machtpolitischen Grund gegeben haben, das Brüderpaar hinrichten zu lassen: die Wahrscheinlichkeit, dass es zwischen den beiden zu einem Kampf um die Thronnachfolge und damit nach dem Tod des Herodes zum Bürgerkrieg käme. Jedenfalls präsentierte sich Herodes danach als liebevoller Großvater, der für die Erziehung und Verheiratung der Waisen Sorge tragen wollte. Antipatros setzte durch, dass Alexander und Tigranes, die beiden Söhne des Alexander, vom Jerusalemer Hof entfernt und nach Kappadozien abgeschoben wurden, von wo ihre Mutter Glaphyra stammte. Dort machten sie später beide Karriere.
Die Erbfolge wurde dahingehend geändert, dass Antipatros alleiniger Thronfolger werden sollte. Als dessen Erben reihte er seinen etwa 15-jährigen Sohn Philippos aus der Ehe mit Mariamne II. ein. Offenkundig fiel die Wahl auf ihn, weil er aus hohenpriesterlicher, aber nicht hasmonäischer Familie stammte. Aber im Jahr 6 v. Chr., nach weiteren Hofintrigen, ließ sich Herodes von Mariamne II. scheiden und setzte ihren Vater als Hohepriester ab; damit blieb Antipatros als alleiniger Thronerbe. Sein Makel bestand allerdings darin, dass er keine adlige Herkunft hatte und vor Herodes’ Aufstieg zur Macht geboren war. Außerdem brachte ihn sein Freundeskreis, den er geschickt genutzt hatte, um seine beiden Halbbrüder zu denunzieren, nun in einen latenten Gegensatz zum König selbst. Antipatros wurde kurz darauf wegen Hochverrats vor Gericht gestellt. Der Schuldspruch musste erst durch den römischen Kaiser gebilligt werden. Herodes war damals schon von einer schweren Krankheit gezeichnet. Kaiser Augustus billigte die Todesstrafe für Antipatros, die wenige Tage vor dem Tod seines Vaters im Gefängnis vollstreckt wurde.

### Letzte Maßnahmen des Herodes und Tod
Die neue Nachfolgeregelung teilte das Reich unter zwei Söhnen, die Herodes mit der Samaritanerin Malthake hatte, und einen Sohn, dessen Mutter Jerusalemerin war. Herodes Archelaos sollte als König über das gesamte Reich des Herodes herrschen, während Herodes Antipas als Tetrarch über Galiläa und Peräa und Herodes Philippos als Tetrarch über Gaulanitis (Golan), Trachonitis, Batanäa und Panias herrschen sollten. Nach Samuel Rocca zeigen diese Erbregelungen, dass Herodes am Ende seines Lebens geistig verwirrt war: er schätzte Herodes Antipas ebenso, wie er die beiden anderen Erben hasste. Während für Herodes Philippos immerhin sprach, dass seine Mutter aus der Jerusalemer Oberschicht stammte, was ein Teil der Bevölkerung begrüßen würde, lässt sich für die Bevorzugung des Herodes Archelaos in der Erbregelung kein Grund finden.
Schon todkrank, erfuhr Herodes davon, dass einige junge Leute in aller Öffentlichkeit einen goldenen Adler über dem „großen Tor“ des Tempels abhackten, da er ein Verstoß gegen das Bilderverbot und ein Symbol Roms sei. Hinter der Aktion standen Judas und Matthias, zwei pharisäische Lehrer. Der Adler befand sich seit über einem Jahrzehnt an dieser Stelle, war in dieser Region und Zeit ein vieldeutiges Symbol und hatte bisher nicht gestört. Hier zeigte sich eine tiefe Unzufriedenheit mit der Regierung des Herodes, dem in seinen letzten Lebensmonaten die Kontrolle zunehmend entglitt. Die Tempelpolizei ergriff die Täter. Herodes kam noch einmal so weit zu Kräften, dass er sie vor jüdischen Notablen in Jericho als Tempelschänder verklagen konnte und sich dabei als Erbauer des Tempels in Erinnerung rief. Die Todesstrafe für die Provokateure war danach eine Selbstverständlichkeit. Gleich wie der goldene Adler bei seiner Anbringung gemeint gewesen sein mag, bei diesem Konflikt war er ein Symbol der römischen Herrschaft.
Nach diesen Ereignissen im Februar/März des Jahres 4 v. Chr. verfiel Herodes gesundheitlich immer mehr. Seine Leiden wurden von Josephus eingehend geschildert, doch da das qualvolle Ende von Schurken ein Topos ist, lässt sich die reale Krankheit des Herodes nur vermuten: Diabetes, Darmkrebs oder eine terminale Leberzirrhose bei gleichzeitig bestehender Arteriosklerose. Kurz vor seinem Tod, so der Bericht des Josephus, habe Herodes die angesehensten jüdischen Männer aus dem ganzen Land im Hippodrom von Jericho einschließen lassen. Er fuhr fort:

„Ich weiß, daß mein Tod ein Freudenfest für die Juden sein wird. Ich habe aber die Macht … eine prächtige Totenfeier zu erhalten. … Soldaten sollen jene verhafteten Männer umstellen und im Augenblick meines Todes töten, damit jede Familie in Judäa wider ihren Willen über mich weine!“

Herodes’ Schwester Salome und ihr Mann Alexas missachteten jedoch den Befehl und ließen die Männer frei. Dieser Text ist nach Ernst Baltrusch auf zweierlei Weise interpretierbar:
- Die Inhaftierung der Elite könnte als Geiselnahme gemeint gewesen sein, um schwere Unruhen nach Bekanntwerden der Todesnachricht zu verhindern (so schon Walter Otto, der darin einen „Beweis seiner großen Regierungskunst“ sah, den Salome durchkreuzt habe[76]).
- Die Geschichte kann sinnbildlich für das Scheitern des Herodes stehen, von seinen jüdischen Untertanen als König anerkannt zu werden.

Herodes hatte in seiner Regierungszeit zwar keine völlige, aber doch sehr weitgehende Autonomie innerhalb des Imperiums erreicht. Doch gelang es ihm nicht, mit einer Nachfolgeregelung die Verhältnisse in Judäa über seinen Tod hinaus zu stabilisieren. Trotz aller Komplotte und Morde in den letzten Jahren des Herodes, die vom Kampf um die Nachfolge motiviert waren – nicht Herodes selbst, sondern Augustus verfügte darüber. Wohl weil die Enkel sehr jung waren, teilte der Kaiser das Reich des Herodes in drei Teile. Herodes Archelaos, dem im Testament benannten Erben, wurde die Herrschaft über das Kernland (Judäa, Samaria, Idumäa) auf Bewährung gewährt, doch nach Versagen entzogen.

### Grab des Herodes

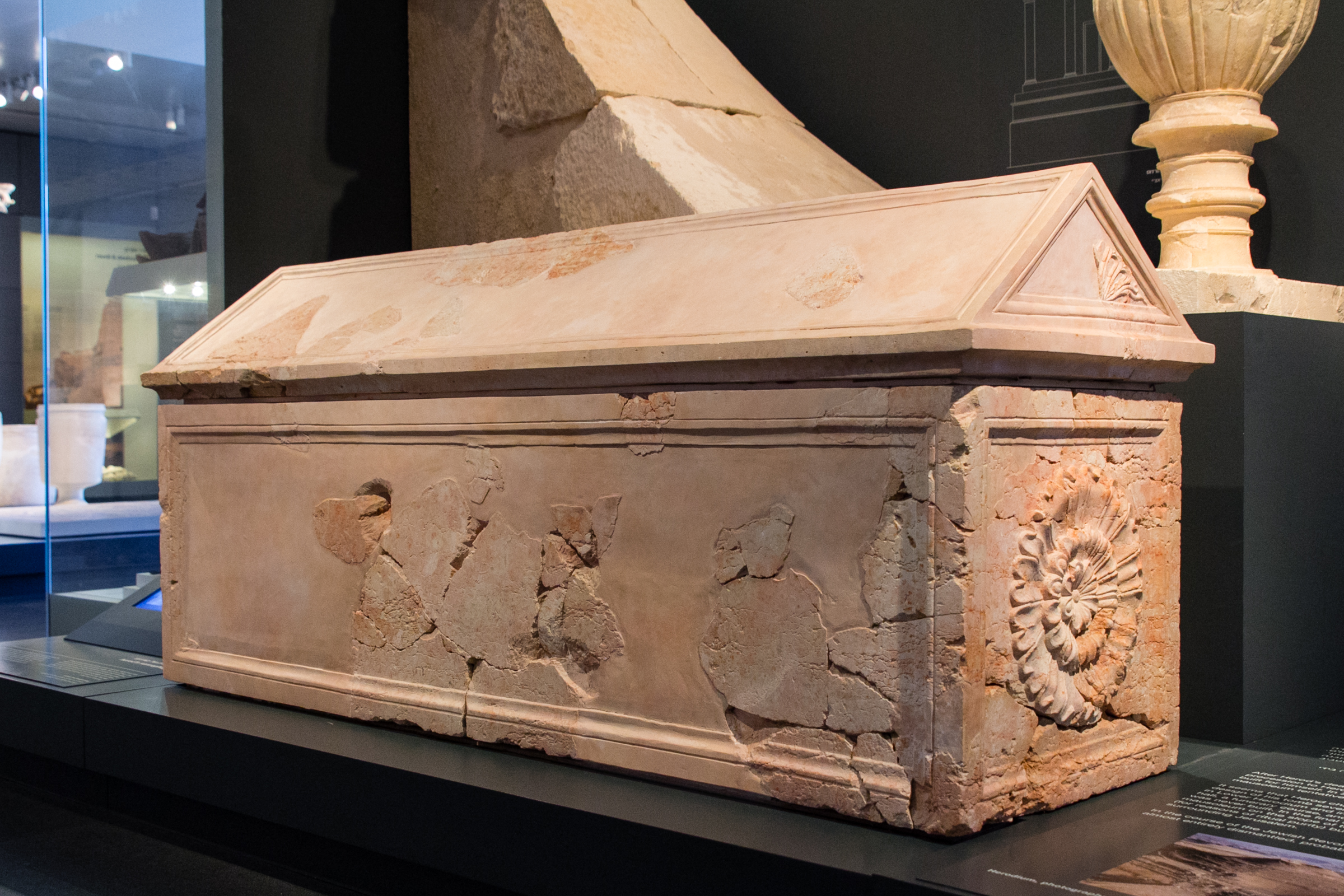
Restaurierter Sarkophag aus dem von Netzer dem Herodes zugeordneten Grab (Israel Museum, 2016)

Flavius Josephus schrieb, dass Herodes die Palastfestung Herodium als seine Grablege errichten ließ und in der Tat auch, nachdem er in Jericho verstorben war, in einer Prozession zum Herodium überführt und dort beigesetzt worden sei. Da er die Palastanlage nach sich selbst benannte, wird allgemein angenommen, dass Herodes hier bestattet werden wollte.
Ehud Netzer erklärte, nach langer Suche das Grab des Herodes in Herodium, rund zwölf Kilometer südlich von Jerusalem im Westjordanland gelegen, lokalisiert zu haben. Netzers Team folgte der Hypothese, dass die Palastfestung auf dem Gipfel des kegelförmigen Berges (Upper Herodium) nicht als Grablege in Frage komme, da die jüdische Religion eine deutliche Trennung zwischen Gräbern und dem Wohnbereich der Lebenden vorsieht. Dies umso mehr, als auf dem Gipfel nie die Spur eines Grabes gefunden wurde. Daher suchte man das Grab ergebnislos in dem Palast- und Verwaltungstrakt am Fuß des Hügels (Lower Herodium) und konzentrierte sich schließlich auf den Bereich einer monumentalen, schon von Josephus erwähnten Treppenanlage, der den oberen und den unteren Palast verband. Ein eingewölbter Durchgang, der in diesem Bereich auf halber Höhe des Hangs entdeckt wurde, ließ sich zunächst nicht deuten. Im April 2007 fand das Team in der Nähe Fragmente eines aufwändig gearbeiteten Sarkophags aus rötlichem Kalkstein. Darunter legten sie ein quadratisches Podium frei, das Netzer als die Basis des Herodesgrabs identifizierte. Am 10. April 2007 wurde dieser Fund den Medien bekannt gegeben.
Im Oktober 2013 zogen die Archäologen Joseph Patrich und Benjamin Arubas die Identifikation der Ruhestätte als Herodesgrab in Zweifel. Laut Patrich und Arubas passt unter anderem die vergleichsweise kleine Ruhestätte nicht zu dem monumentalen Stil des Herrschers. Roi Porat, der nach Netzers Tod die Leitung der Ausgrabung übernommen hatte, wies die Argumente als nicht stichhaltig zurück. Patrich und Arubas haben ihre Kritik an der Interpretation als Herodesgrab seither weiter ausgearbeitet.
Im Israel Museum, Jerusalem, war von Februar 2013 bis Januar 2014 eine Sonderausstellung unter dem Titel: „Herodes der Große – die letzte Reise des Königs“ zu sehen. Sie war auch dem Lebenswerk Ehud Netzers gewidmet. Seine Ausgrabungen in Herodium und der dort gefundene Sarkophag hatten einen prominenten Platz. Kritik entzündete sich daran, dass die Exponate zu einem großen Teil von Ausgrabungsstätten in den Palästinensischen Autonomiegebieten stammten. Ein Sprecher des Israel Museums erklärte, man betrachte die Objekte nur als Leihgaben und werde sie einige Monate nach dem Ende der Sonderausstellung wieder zu den Grabungsorten zurückbringen. 2020 befindet sich der Sarkophag offensichtlich immer noch im Israel-Museum.

## Das Reich des Herodes

### Hofhaltung
Über den Hof des Herodes sind wir durch Flavius Josephus recht detailreich unterrichtet. Herodes konnte die verschiedenen Palastfestungen, die er hatte bauen lassen, als eine Art Pfalzen nutzen, aber meist residierte er in seinen späteren Regierungsjahren im Jerusalemer Königspalast. Die weitläufige Anlage befand sich im Bereich des heutigen Armenischen Viertels der Altstadt; archäologisch ist sie wenig bekannt. Ehud Netzer nimmt an, dass der Palast im Stadtbild von Jerusalem ein architektonisches Gegengewicht zum Tempel gewesen sei.
Den „inneren Hof“ bildeten Personen, die hier ständig präsent waren: die Verwandten, die „Freunde“, das Dienstpersonal. Zum „äußeren Hof“ zählten jene Personen, die kurzzeitig im Palast vorsprachen, etwa als Gesandte, Offiziere und Beamte. Anders als an den Höfen der Ptolemäer und Seleukiden scheint es keine abgestuften Ränge der Höflinge gegeben zu haben; der Herrscher zog nach seinem Belieben Personen in seine Nähe und entfernte sie wieder aus dieser Vorzugsstellung. Alle konkurrierten also ständig um seine Gunst. Mit Misstrauen sah Herodes, dass sich Freundeskreise um seine Söhne bildeten, deren Loyalität dann nur noch mittelbar – oder gar nicht mehr – ihm galt. Beim Leichenzug des Herodes trat sein Hofstaat feierlich in Erscheinung, wobei in Anbetracht der unsicheren Situation das Militär dominierte:

„Das Tragbett umgaben des Königs Söhne und die grosse Menge seiner Verwandten, an welche sich … die Soldaten anschlossen, und zwar nach folgender Ordnung. Zuerst schritt die Leibwache einher, dann folgten der Reihe nach die Thraker, Germanen und Gallier, … und hieran schlossen sich die übrigen Krieger mit ihren Führern und Hauptleuten, wie zur Schlacht gerüstet. Den Schluss bildeten fünfhundert Diener, welche Spezereien trugen.“

Herodes war mit zehn Frauen verheiratet, manchmal auch gleichzeitig. Vielehe war weder in biblischen noch in rabbinischen Texten verboten; trotzdem ist Herodes der einzige bekannte Jude der hellenistischen und römischen Zeit, der polygam lebte. Elf Söhne sind namentlich bekannt, von denen acht von Herodes zeitweilig als Nachfolger in Betracht gezogen wurden. Töchter spielten am Hof des Herodes keine wichtige Rolle. (Eine Übersicht aller Ehen, Kinder und weiteren Nachkommen bietet der Artikel Herodianer.)
Herodes stammte aus einer großen Familie, und einige seiner idumäischen Verwandten hatten eine mächtige Stellung am Hof:
- sein Onkel Joseph (hingerichtet 34 v. Chr.);
- sein Bruder Pheroras, der zeitweilig als Erbe galt, dann aber als Statthalter nach Peräa entsandt wurde;
- seine Schwester Salome, die Herodes besonders nahestand, in erster Ehe verheiratet mit Joseph, in zweiter mit Kostobaros, dem Statthalter von Idumäa, in dritter Ehe mit Hilkija, einem der einflussreichsten Berater des Herodes;
- Achiab, der Sohn des Joseph bzw. Neffe des Herodes, war Kommandeur der Palastwache.

Neben dieser idumäischen Gruppe am Hof (um Herodes’ Schwester Salome) gab es eine hasmonäische Gruppe (um die Schwiegermutter Alexandra, die Ehefrau Mariamne und ihre Kinder), eine nabatäische (Herodes’ Mutter war Nabatäerin) und Vertreter Roms in verschiedenen Funktionen. Wegen der zehn Ehen des Herrschers war die Verwandtschaft zahlreich. Die jüdische Religion schränkte die Möglichkeiten ein, Frauen an auswärtige Königshöfe zu verheiraten. Daraus ergibt sich zum Beispiel die aktive Rolle der Salome am Hof ihres Bruders Herodes. Nur ausnahmsweise entfernte Herodes missliebige Verwandte vom Hof, da er sie in seiner Nähe wirkungsvoller kontrollieren konnte. Herodes fiel die Aufgabe zu, zwischen den gegeneinander intrigierenden Gruppen zu vermitteln.
Herodes’ wichtigste (nicht verwandte) Berater sind namentlich bekannt, Ptolemaios und Sappinos; ebenfalls zu den „Freunden“ des Königs zählte der Gelehrte Nikolaos von Damaskus. „Freunde“ waren an hellenistischen Höfen flexibel einsetzbar, beispielsweise als Prinzenerzieher oder Finanzverwalter. Bezeichnend ist der Prozess gegen Mariamne, bei dem Herodes vor einem kleinen Gremium von „Freunden“ als Ankläger seiner Frau auftrat; diese erspürten, was er wollte, und sprachen das Todesurteil. Dann besprach man gemeinsam das Vorgehen bei der Vollstreckung.

### Netzwerk der Klientelkönige
Herodes eignet sich als Fallbeispiel eines „hellenistischen“ Klientelkönigs während des Prinzipats. Durch das vollständig erhaltene Geschichtswerk des Josephus ist die Quellenlage hier sehr günstig. Er befand sich im Austausch mit anderen Klientelkönigen: man besuchte sich gegenseitig und vermehrte sein Prestige, indem man in Städten befreundeter Könige Bauten stiftete. Heiratsbeziehungen festigten die gegenseitigen Verbindungen. Hier entstand ein Informationsnetzwerk regionaler Fürsten, die zugleich miteinander um die Gunst Roms rivalisierten. Gelegentlich intervenierten befreundete Fürsten in den Konflikten am Jerusalemer Hof. Archelaos von Kappadokien, der Schwiegervater des Herodessohns Alexander, hatte eine besonders gute Beziehung zu Herodes und konnte daher im Streit zwischen Vater und Sohn vermitteln. Dagegen war das Agieren des Eurykles von Sparta am Jerusalemer Hof (laut Josephus) konfliktverschärfend. Er war mit beiden Mariamne-Söhnen und zugleich mit deren älterem Halbbruder Antipatros befreundet, spielte sie gegeneinander aus und erhielt sich dabei auch das Wohlwollen des Herodes, der ihm vertraute.

### Militär
Unter den großen Bauprojekten des Herodes sind mehrere Palastfestungen, die dem Schutz des Herrschers, seiner Familie und Entourage dienten. Da mit Aufständen eher bei der städtischen als bei der ländlichen Bevölkerung zu rechnen war, war der Palast des Herodes in Jerusalem befestigt. Andere Palastfestungen gab es sowohl an strategisch günstigen Orten (Herodium) wie als abgelegene Refugien (Masada). Solche Bauten waren dafür ausgelegt, dass man hier eine Belagerung für eine gewisse Zeit überstehen konnte, bis Hilfe von außen, durch die eigene oder die römische Armee, eintraf.
Kleiner und weniger luxuriös waren die über das ganze Gebiet des Reichs verteilten Festungen, die als Amtssitz des regionalen Strategos, teilweise auch der Zivilverwaltung dienten. Eine solche kleine viertürmige Anlage (Tetrapyrgion) ist die archäologische Stätte Horvath ʿEleq im Naturpark Ramat haNadiv. An strategisch günstigen Orten, bevorzugt entlang der Grenzen, auch an der Küste, ließ Herodes kleine Festungen bauen. Um einen Innenhof lagen die Unterkünfte der Garnison; in die äußere Umfassungsmauer war ein Turm einbezogen, verstärkt durch ein steinernes Glacis (Beispiel: archäologische Stätte Rujum el-Hamiri südöstlich von Hebron). Die Grenzfestungen werden auch als „Herodianischer Limes“ bezeichnet und entsprechend gedeutet.
Militärkolonien hatten für Herodes große strategische Bedeutung. So konnten im Fall aufflammender Aufstände Kontingente loyaler Soldaten schnell eingreifen. Der König siedelte hier bevorzugt Idumäer an, Angehörige seiner eigenen ethnischen Gruppe. Idumäer kämpften üblicherweise als leichte Infanterie. Eine Besonderheit war die Kolonie Bathyra, die aus Juden der babylonischen Diaspora unter ihrem Anführer Zamaris bestand. Soweit bekannt, folgten diese Militärkolonien eher einem seleukidischen als einem römischen Muster.
Münzprägungen des Herodes stellen Kriegsschiffe dar; dies ergibt nur Sinn, wenn Herodes eine Flotte besaß. Die Anker auf seinen Münzen symbolisierten die Beherrschung des Meeres. Sebastos, der künstliche Hafen von Caesarea Maritima, war mit seiner Befestigung und seinem Leuchtturm für militärische Nutzung geeignet. Die Kriegsflotte sicherte die Küste vor Piraterie und konnte römische Marineexpeditionen, z. B. ins Schwarze Meer, unterstützen.

### Wirtschaftspolitik
Das Land, das Herodes regierte, war agrarisch geprägt mit den im östlichen Mittelmeerraum üblichen Schwerpunkten: Ackerbau (Getreide, Öl, Wein) und Viehzucht (hauptsächlich Schafe und Ziegen). Besonders im Raum Jerusalem war die Taubenzucht verbreitet. Ebenso wie in den Nachbarstaaten, spielten Sklaven in der Landwirtschaft eine relativ geringe Rolle. Abgesehen vom Textilgewerbe und der Töpferei gab es weitere Handwerkszweige: Purpurfärberei und Glasbläserei sowie das Steinschneiderhandwerk.
Königsgüter lagen in besonders fruchtbaren Gebieten und wurden von Pächtern bewirtschaftet. Besonders profitabel waren die königlichen Dattelpalmen- und Balsamplantagen in der Gegend von Jericho bzw. En Gedi. Herodes war an der Bitumen-Gewinnung am Toten Meer beteiligt.
Am Anfang der Regierung des Herodes war das Land vom Bürgerkrieg ausgelaugt, und die Bevölkerung litt unter den hohen Steuern. Eine Besserung trat ein durch das Bauprogramm, das Herodes an vielen Orten auflegte, und andere sozialpolitische Maßnahmen. Unter der Regierung des Herodes kam es zu einer wirtschaftlichen Blüte, indem Judäa verstärkt am Fernhandel teilnahm, und zwar bevorzugt mit römischen Provinzen (Asia, Syria) – ein Muster, das bereits in der Hasmonäerzeit erkennbar ist. Neu kam jetzt der Handel mit Italien hinzu. Herodes war im Gewürzhandel engagiert, der hoch profitabel war; hinzu kam als judäisches Luxusgut der Balsam. Der Hof des Herodes und judäische Eliten importierten im Gegenzug Wein aus Italien.
Wie gut die Einnahmen aus seinen Krongütern und die Steuern, Zölle und Hafenabgaben (besonders im neu angelegten Hafen Caesarea Maritima) die Kassen des Herodes füllten, und in welcher Relation sie zu den erheblichen Ausgaben durch Bauprojekte und Akte königlicher Wohltätigkeit standen, ist im Nachhinein nicht abschätzbar. Man nimmt aber an, dass die Ausgaben die Einnahmen deutlich überstiegen.

### Religionspolitik

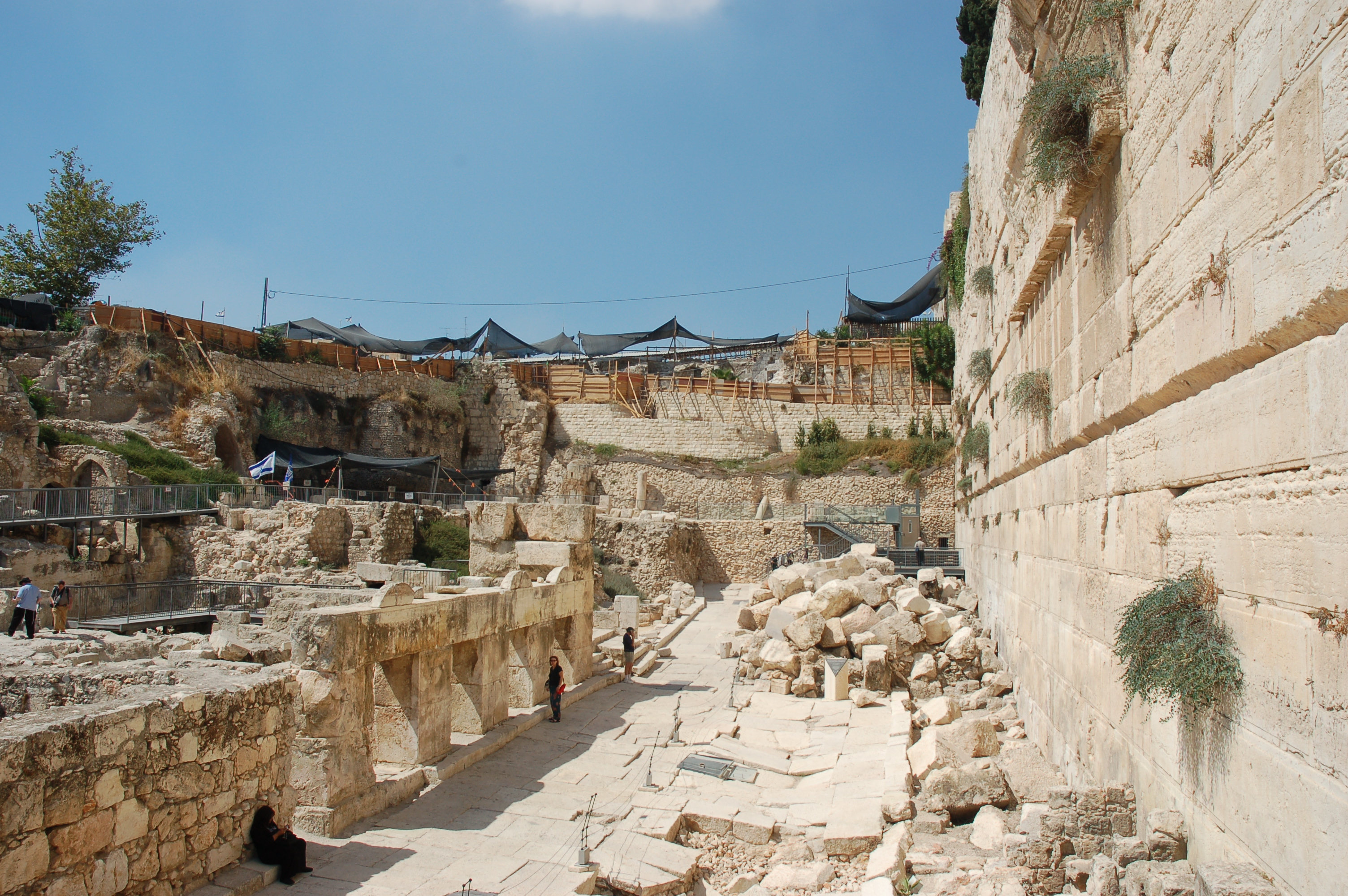
Prachtstraße entlang der westlichen Umfassungsmauer der Tempelesplanade. Erhalten sind die Steinlagen der herodianischen Mauer mit dem Ansatz des Robinson-Bogens (rechts), auf der Straßenseite gegenüber das Pfeilerhaus der zugehörigen Treppenanlage mit Läden. (Archäologischer Park Jerusalem, 2007)

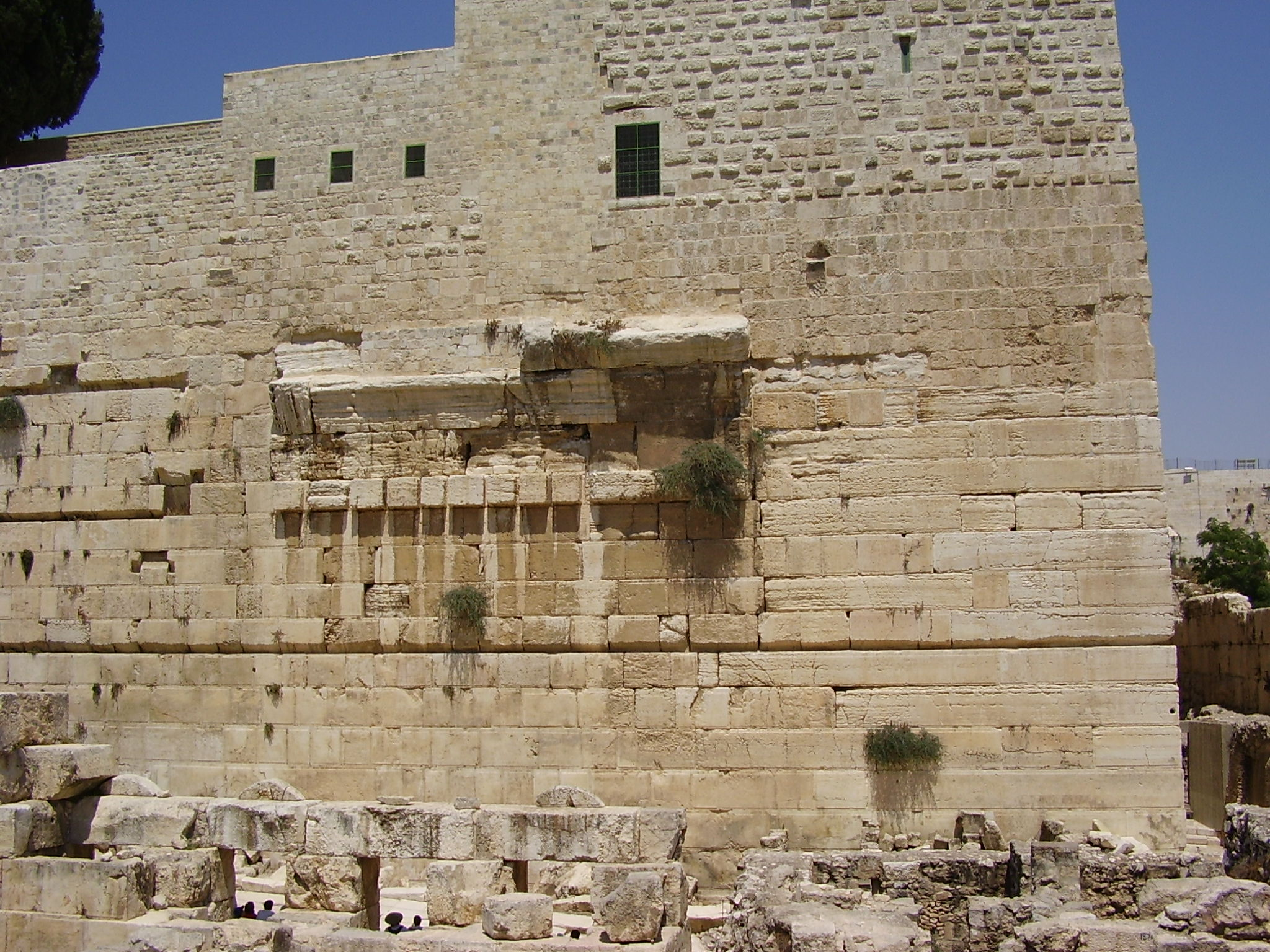
Aus dieser Perspektive erkennt man den Ansatz des Robinson-Bogens, der zu einer Monumentaltreppe gehörte, mit der die Besucher von der Stadt aus auf das Niveau der Tempelesplanade kamen.(2006)

Was Herodes aus römischer Sicht aus der Schar der Klientelkönige heraushob, war seine Expertise für das Judentum, denn diese Religion war im ganzen Reich als Diaspora vertreten. In der mittleren, stabilen Phase schien Herodes – aus römischer Sicht – von den jüdischen Untertanen in seinem multireligiösen Reich akzeptiert zu werden. Das empfahl ihn als Experten für die Schlichtung jüdisch-griechischer Konflikte in vielen Städten des Imperiums.

#### Hohepriesteramt
Herodes beabsichtigte in seinen ersten Jahren als Herrscher eine familiäre Verbindung mit den Hasmonäern. Er heiratete deshalb die erste Mariamne. Dadurch kam Mariamnes Bruder Aristobulos als Erbe in Betracht. 36 v. Chr. setzte Herodes seinen Schwager als Hohepriester ein – möglicherweise war das Teil der Heiratsabmachungen mit der Familie der Braut. „Einen Hasmonäer als Hohepriester zu ernennen, war ein Akt voller politischer Symbolik … Der einzig mögliche Grund für ein so gefährliches Manöver war, Aristobulos als Erben aufzubauen.“ Der 17-Jährige amtierte beim Laubhüttenfest und wurde vom Volk bejubelt. Kurz darauf starb er bei einem Badeunfall in Jericho. Josephus „weiß“, dass Herodes den jugendlichen Hasmonäer ertränken ließ. Die Forschung ist ihm weitgehend gefolgt: Aristobulos schien als Konkurrent doch zu gefährlich, und die gewählte Mordmethode ließ einen Rest Uneindeutigkeit bestehen. Aber hier kann kritisch gefragt werden, ob nicht ein echter Badeunfall von Herodes’ politischen Gegnern propagandistisch genutzt wurde. Denn aus Herodes’ Perspektive war es unsinnig, den Aristobulos erst aufzuwerten und direkt danach zu beseitigen.
Herodes setzte danach Hohepriester nach seinem Belieben ein und ab, die er aus wenigen besonders qualifizierten Familien auswählte. Mit der Burg Antonia kontrollierte er das Geschehen auf dem Tempelplatz, und hier hatte er auch die Gewänder in Verwahrung, ohne die der Hohepriester nicht amtieren konnte. Im Ergebnis verlor das Hohepriesteramt an Bedeutung, das unter den letzten Hasmonäern ein Priesterkönigtum gewesen war. Herodes unternahm auch einen Versuch, sich persönlich mit diesem Amt in Verbindung zu setzen und damit seine Legitimität zu stärken: Bald nach 29 v. Chr. heiratete er eine Frau aus einer Jerusalemer Priesterfamilie (Mariamne II. im Unterschied zur Hasmonäerin Mariamne) und machte ihren Vater Simon zum Hohepriester. Josephus deutet an, dass Simon von den Oniaden abstammte, die in frühhellenistischer Zeit die Hohepriester gestellt hatten, bevor sie von den Hasmonäern verdrängt wurden. Diese Ehe blieb bis in die letzten Regierungsjahre abseits der Hofintrigen stabil; wegen der politischen Umtriebe ihrer Brüder wurde Mariamne II. im Jahr 6 v. Chr. verstoßen und Simon abgesetzt.

#### Tempelbau
Um 20 v. Chr. begannen die Bauarbeiten an dem aus der Perserzeit stammenden, in hellenistischer Zeit renovierten Jerusalemer Tempel. Vor dem Hintergrund des religiösen Restaurationsprogramms, das Augustus nach den Verheerungen des Bürgerkriegs initiierte, begründete Herodes sein Bauprojekt in vergleichbarer Weise als Akt seiner Frömmigkeit und Instandsetzung des Alten. Der Tempel wurde um 10 v. Chr. eingeweiht, obwohl die Bauarbeiten da nicht abgeschlossen waren, sondern bis zum Tod des Herodes und darüber hinaus weitergingen. Mit diesem Tempel war Herodes ein Bauwerk geglückt, „das nicht nur religiös, sondern auch einfach schön war und deshalb auch Nichtjuden ansprach.“
Verschiedene Faktoren wirkten zusammen, so dass sich die jüdische Bevölkerung des ganzen Mittelmeerraums in einer Weise auf diesen Tempel ausrichtete, wie es vorher nicht möglich gewesen war: im östlichen Mittelmeerraum kehrten im Prinzipat relativ sichere Verhältnisse ein, Fernreisen, auch Pilgerreisen waren erleichtert. Zu den Interventionen, mit denen Herodes zugunsten der jüdischen Diaspora erfolgreich war, zählte die Erlaubnis, Geld (Tempelsteuer und Spenden) nach Jerusalem zu schicken. Der neue Tempel war architektonisch für große Besucherströme geeignet, und die Jerusalemer Bevölkerung stellte sich auf diese Pilger ein: als Quartiergeber, Straßenhändler, Handwerker. Produkte aus Jerusalem und dem Umland, insbesondere ein bestimmter Typ von Öllampen und aus Stein geschnittene Gefäße, wurden offenbar häufig als Erinnerung an einen Pilgerbesuch gekauft. „Man sollte … nicht vergessen, dass zwar sein Tempel florierte, man aber von seinem Theater, Amphitheater und von seinen »isaktischen« Spielen niemals mehr etwas gehört hat.“ (Seth Schwartz)
Mit dem Tempelbau konnte sich Herodes seinen jüdischen Untertanen als neuer König Salomo präsentieren; dass er sich in die Tradition der ersten Könige Israels stellen wollte, geht auch daraus hervor, dass er ein Grabmonument für König David erbauen ließ. (Josephus, der ihm nicht wohlgesonnen war, behauptete, Herodes habe zuvor die Gräber von David und Salomo plündern lassen und goldene Objekte daraus entfernt, was wenig glaubhaft ist: dass böse Könige Gräber plündern, ist ein literarischer Topos; dass es in der Zeit des Herodes in Jerusalem Königsgräber mit goldenem Inventar gab, ist historisch unwahrscheinlich.)

#### Heiligtümer in Idumäa
Es besteht ein Konsens in der Forschung, die benachbarten, in Idumäa gelegenen Abrahamsheiligtümer von Hebron (Machpela) und Mamre als Bauten des Herodes anzusprechen, obwohl Josephus sie nicht erwähnt. Für sein Schweigen werden folgende Gründe genannt:
- die Leserschaft des Josephus und erst recht des Nikolaos von Damaskus, dessen Werk Josephus für die Zeit des Herodes zugrunde legte, war an Bauprojekten mit griechisch-römischem Bezug interessiert (dazu gehörte auch der weithin bekannte Jerusalemer Tempel), und nicht an Orten biblischer Tradition;
- die Bauten passen nicht zu dem Herodes-Bild, das Josephus vermitteln wollte: Herodes habe abgesehen vom Tempel immer nur für Nichtjuden und nicht für Juden gebaut (so seine Kritik in den Jüdischen Altertümern 19,329).

Naheliegend ist, dass Herodes mit den Bauprojekten in Hebron und Mamre die Loyalität der Idumäer festigte, denn er stützte sich in seiner Regierung stark auf diese, seine eigene ethnische Gruppe. Möglicherweise waren die beiden Abrahamsheiligtümer auch als gemeinsame heilige Orte für Judäer und Idumäer gedacht. In Mamre fanden dem archäologischen Befund zufolge allerdings Opfer statt, was nicht kompatibel ist mit der Jerusalemer Kultzentralisation. Achim Lichtenberger vermutet: „Eine semitische Religion – die der Idumäer –, die bereits in vorhellenistischer Zeit eng mit der jüdischen verwandt ist und in hasmonäischer Zeit judaisiert wurde und dennoch eine gewisse Eigenständigkeit bewahrte, scheint vergleichbare Orte wie die Juden verehrt zu haben. Es ist schwierig zu entscheiden, ob man diese Gruppe als ‚Juden‘, ‚Idumäer‘ oder ‚Heiden‘ bezeichnen soll; die Übergänge sind offensichtlich fließend.“ Dabei legt sich Lichtenberger nicht fest, ob Herodes den von Jerusalem deutlich abweichenden Kult in Mamre selbst praktizierte, fördern wollte oder einfach gewähren ließ.
Auch Monika Bernett geht davon aus, dass Herodes die Heiligtümer in Hebron und Mamre repräsentativ ausgebaut habe. Damit habe er genau wie beim Tempelbau in Jerusalem versucht, „sein Judentum zu demonstrieren“. Eine idumäische Form von Judentum zu fördern, wäre aber „noch skandalöser als Herodes’ Kaiserkultstiftungen gewesen, weil Herodes damit den ideologischen Wert der hasmonäischen Eroberung Idumäas negiert hätte“ – das hätte Josephus in seiner negativen Darstellung von Herodes’ Regierung nicht ausgelassen. Sie fasst daher den Jerusalemer Tempel, Hebron und Mamre als dreifaches „öffentliches Bekenntnis zum jüdischen Kult“ zusammen, mit dem Herodes seine vorherige Stiftung von drei Tempeln für Roma und Augustus in Judäa (Sebaste, Caesarea Maritima, Paneion) quasi ausbalancieren wollte.

### Baupolitik
Hatte Herodes in seinen ersten Regierungsjahren Kontinuitäten zum Hasmonäerreich betont, so wählte er nach der Bestätigung durch Augustus eine neue Weise der Herrschaftsdarstellung: „Als Städtebauer, Tempelgründer, Bauherr öffentlicher und palatialer Architektur erscheint er als allmächtiger Herrscher, der über unendliche materielle und soziale Mittel verfügt, um Raum zu gestalten…“ Die Hasmonäer dagegen waren als Bauherren wenig in Erscheinung getreten und hatten sich über militärische Erfolge definiert. Das war im Rahmen der Pax Romana obsolet. Als Verfasser des Geschichtswerks über die Regierung des Herodes kontrastierte Flavius Josephus rückblickend wirkungsvoll die Verbrechen des Herodes mit ihren bevorzugten Schauplätzen, den als Wohltaten präsentierten Prachtbauten.
Ausgewählte Bauprojekte
|  | Name                                             | Beschreibung | heutiges Staatsgebiet                     |
|  | ------------------------------------------------ | --- | ----------------------------------------- |
|  | Agrippias (alter Name: Anthedon)                 | Küstenstadt nahe Gaza (keine Ausgrabungen) | Palästinensische Autonomiegebiete         |
|  | Alexandreion                                     | Palastfestung | Palästinensische Autonomiegebiete         |
|  | Antipatris (alter Name: Pegai)                   | Der Ort bestand von der hellenistischen Zeit bis in die Spätantike; die von Josephus erwähnte herodianische Bautätigkeit ist vielleicht in der Kolonnadenstraße noch erkennbar | Israel                                    |
|  | Bathyra                                          | Militärkolonie zur Stabilisierung der Nordgrenze, Lokalisierung unsicher (eventuell der moderne Ort Basir nahe Sanamein, etwa 60 km nordöstlich vom See Genezareth) | Syrien                                    |
|  | Caesarea Maritima (alter Name: Stratonos Pyrgos) | Größter bis dahin auf offenem Meer gebauter künstlicher Hafen; Tempel zu Ehren von Augustus und Roma; Palast; Hippodrom; Theater; Amphitheater; Aquädukt | Israel                                    |
|  | Danaba                                           | Militärkolonie, heute Dneibeh östlich von Ezraʿ | Syrien                                    |
|  | Esebonitis                                       | Von Herodes ausgebaute Festung und Sitz des Tetrarchen von Peräa; die Beschreibung würde auf Machärus passen, weniger auf die archäologische Stätte Tall Ḥisbān. | Jordanien                                 |
|  | Hebron                                           | Abrahamsheiligtum mit typischen Spiegelquadern und Wandgliederung mit integrierten Pilastern; aufgrund der Architektur sicher Herodes zuzuweisen, obwohl bei Josephus nicht genannt. | Palästinensische Autonomiegebiete         |
|  | Herodium                                         | Palastfestung (Upper Herodium) auf einem Berg in Form eines Kegelstumpfs, Palast und Verwaltungstrakt an dessen Fuß (Lower Herodium); Grabstätte des Herodes auf halber Höhe des Hangs als Rundbau (Tholos) auf quadratischem Podium                                                                                                 | Palästinensische Autonomiegebiete         |
|  | Hyrkania                                         | Palastfestung | Palästinensische Autonomiegebiete         |
|  | Jericho                                          | Drei Palastkomplexe | Palästinensische Autonomiegebiete         |
|  | Jerusalem                                        | Palastanlage, daran angrenzend drei große Türme, von denen einer noch teilweise erhalten ist (Teil der sog. Davidszitadelle); Esplanade des Tempelbergs, darauf der Herodianische Tempel mit Burg Antonia. Theater und Hippodrom, von Josephus erwähnt, lagen wohl außerhalb der Mauern und konnten bisher nicht lokalisiert werden. | Status umstritten (von Israel annektiert) |
|  | Kypros                                           | Palastfestung zum Schutz Jerichos | Palästinensische Autonomiegebiete         |
|  | Mamre                                            | Abrahamsheiligtum mit typischen Spiegelquadern und Wandgliederung mit integrierten Pilastern; aufgrund der Architektur sicher Herodes zuzuweisen, obwohl bei Josephus nicht genannt. Möglicherweise eine pagan-biblische Kultstätte für eine idumäische Zielgruppe.                                                                  | Palästinensische Autonomiegebiete         |
|  | Masada                                           | Zwei Palastanlagen auf dem Plateau eines Tafelbergs | Israel                                    |
|  | Machaerus                                        | Palastfestung | Jordanien                                 |
|  | Paneion                                          | Pan-Heiligtum bei den Jordanquellen, heute Banyas: Augustustempel | Golanhöhen (von Israel besetzt)           |
|  | Phasaelis                                        | Stadt, königliches Landgut oder Palast (keine Ausgrabungen) | Palästinensische Autonomiegebiete         |
|  | Sebaste (alter Name: Samaria)                    | Neuanlage der Stadt mit Mauer, Aquädukt, Forum, Theater; Tempel zu Ehren von Augustus und Roma; Tempel der Kore | Palästinensische Autonomiegebiete         |

## Statuen des Herodes
Dem Herodes wurden zu Lebzeiten Statuen aufgestellt, wie durch die epigraphische Überlieferung bekannt ist. Er hat auf die herrscherliche Selbstdarstellung durch Rundplastik nicht verzichtet. Deshalb wurden mehrere antike Skulpturen als Porträts des Herodes vorgeschlagen, ohne dass hier ein Konsens erreicht wurde:
- Bärtiger Kolossalkopf aus Memphis (Museum of Fine Arts, Boston) – unwahrscheinlich, da es eher ein Herrscherporträt aus dem ptolemäischen Ägypten ist;
- Bärtiger Kolossalkopf mit Corona laureata, 1873 in Jerusalem gefunden (Eremitage, Sankt Petersburg) – unwahrscheinlich, da stilistische Merkmale, vor allem die Bohrung der Augen, ins 2. Jahrhundert n. Chr. weisen;
- Torso einer kolossalen Panzerstatue aus dem Augustustempel von Sebaste-Samaria (Hebräische Universität Jerusalem);
- Bartloser Porträtkopf eines orientalischen Klientelkönigs (mit Diadem) aus Byblos (Nationalmuseum Beirut);
- Torso einer Ehrenstatue aus Caesarea Maritima (Museum von Sdot Yam).

## Wirkungsgeschichte

### Neues Testament
Das Lukas-Evangelium erwähnt Herodes nur kurz in seiner Eigenschaft als König (Lk 1,5 ). Nach Lukas sollen die Eltern Jesu auf Grund einer Volkszählung in Bethlehem gewesen sein (Lk 2 ). Eine belegte Volkszählung unter Statthalter Quirinius fand allerdings erst nach dem Tod des Herodes statt.
Herodes wird im Matthäus-Evangelium (Mt 2,1 ) als der König von Judäa beschrieben, der nach dem Besuch der Magier (altgriechisch μάγοι magoi) und deren Frage nach einem neugeborenen „König der Juden“ (d. h. Jesus) die Ermordung aller Knaben bis zum Alter von zwei Jahren in Bethlehem befahl (Mt 2,16 ).

Schematischer Stammbaum mit den im Neuen Testament erwähnten Mitgliedern der Herodianischen Dynastie

Historiker und Bibelforscher sehen keine Anhaltspunkte für einen historischen Kern dieser biblischen Erzählung. Ulrich Luz schreibt: „Unsere Geschichte ist eine knapp und nüchtern erzählte Legende, die nicht nach den Gesetzen historischer Wahrscheinlichkeit fragt. Das zeigen die verzweifelten Fragen der Ausleger: Warum hat Herodes den Magiern nicht wenigstens einen Spion mitgegeben?“ Obwohl die Geschichte unhistorisch ist, kann sie Klaus Bringmann zufolge durchaus Aufschlüsse über das unter Zeitgenossen verbreitete Bild von Herodes bieten: ein Despot ohne Legitimation, der sich durch maximale Grausamkeit an der Macht hielt.

### Flavius Josephus
Flavius Josephus gibt der Regierungszeit des Herodes sowohl in seinem Werk Jüdischer Krieg als auch in dem späteren Hauptwerk Jüdische Altertümer breiten Raum. Obwohl das Herodes-Bild der Altertümer negativer ist als das im Jüdischen Krieg, ist die Grundaussage die gleiche: Herodes war erfolgreich in seiner Außenpolitik (seinen militärischen Unternehmungen, den guten Beziehungen zu Rom und den Bauprojekten), aber er scheiterte in seiner Innenpolitik, nämlich den Beziehungen zu seinen jüdischen Untertanen, dem Umgang mit jüdischer Opposition und dem Kontrollverlust über die eigene Familie.
Hatte Josephus im Jüdischen Krieg Herodes’ Bauprojekte geradezu enthusiastisch geschildert, so erreichte er in den Altertümern ein negativeres Bild davon, indem er sie in einen spezifischen Kontext setzte: Herodes habe so gebaut, um sich vor den eigenen Untertanen zu schützen; die Stadtgründung Caesarea Maritima beispielsweise sei „eine Zitadelle gegen das ganze (jüdische) Volk“; die prächtigen Bauten seien mit der Einführung paganer Kulte verbunden und mit dem Leiden der Bevölkerung teuer erkauft.
In weiten Teilen des josephischen Geschichtswerk wird Herodes dem Leser als komplexe Persönlichkeit vorgestellt, wobei der Autor besonders in den Jüdischen Altertümern immer wieder Hinweise auf den eigentlich tyrannischen Charakter des Königs einstreut, der sich dann an seinem Lebensende wirkungsvoll steigert: rasend, verbittert und grausam verlässt der König die Bühne, im Wissen, dass das jüdische Volk ihn verachtet.

### Literatur

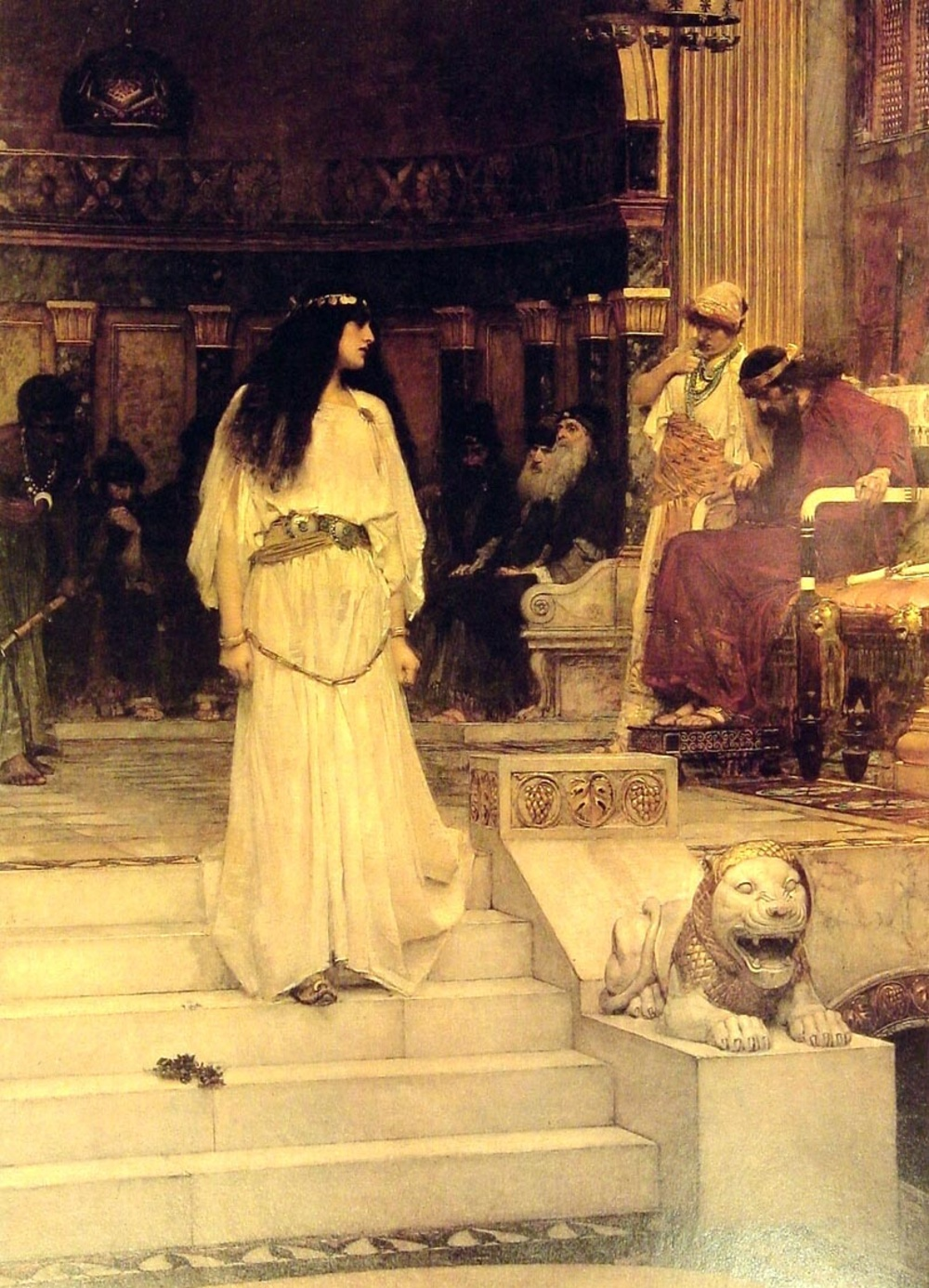
Mariamne verlässt den Richterstuhl des Herodes (John William Waterhouse, 1887)

### Musik
Mehrere Oratorien geben der Figur des Herodes Raum, z. B. Herodes der Kindermörder (anonym, Nürnberg 1675) und Heinrich Schütz’ Weihnachtshistorie (Dresden 1664) im 6. Intermedium. Johann Sebastian Bach ließ im Weihnachtsoratorium (Leipzig 1734) den Kindermord zu Bethlehem aus, in der Kantate für Epiphanias (Weihnachtsoratorium VI) tritt Herodes aber singend auf, vom Rezitativ kommentiert: „Du Falscher, suche nur den Herrn zu fällen!“ Hector Berlioz’ Trilogie L’enfance du Christ (1854) enthält eine Soloarie, die Herodes als neurotischen Tyrannen zeichnet.

### Bildende Kunst
Herodes wurde in der christlichen Kunst sehr häufig dargestellt, sowohl sein Gespräch mit den Heiligen Drei Königen als auch der Kindermord zu Bethlehem. Ein sehr frühes Beispiel ist der Triumphbogen der Kirche S. Maria Maggiore in Rom, hier sind die späteren „Könige“ noch als Magier aus dem Osten in persischer Tracht zu sehen. Herodes sitzt auf seinem Thron, umgeben von einem Soldaten und zwei Schriftgelehrten.
Der Kindermord zu Bethlehem gab mehr Freiraum zu künstlerischer Gestaltung. Herodes ist häufig zu sehen, wie er seinen Soldaten den Tötungsbefehl gibt, dessen Umsetzung bereits beginnt.
Die außerbiblischen Stoffe bei Josephus wurden durch Legenden weiter angereichert (Legenda Aurea) und in dieser Form bildlich dargestellt: Plünderung von Davids Grab, Tötung seiner Frau Mariamne, seines Schwagers Aristobulos und seiner drei Söhne. Ein häufiges Thema ist der versuchte Selbstmord des todkranken Königs; ein Motiv, das sich so bei Josephus nicht findet, ist Herodes’ Bad in Öl.

### Film
Die Rolle des Herodes wurde in der Filmgeschichte unterschiedlich interpretiert. Neben Jesusfilmen gibt es auch Produktionen, die die Person des Königs Herodes in den Mittelpunkt stellen. Die folgende Übersicht zeigt, welche Schauspieler unter anderem in der Rolle des Herodes zu sehen waren.
| Jahr | Film                              | Darsteller des Herodes |
| ---- | --------------------------------- | ---------------------- |
| 1912 | The Star of Bethlehem             | William Russell        |
| 1912 | From the Manger to the Cross      | George Kellog          |
| 1934 | Cleopatra                         | Joseph Schildkraut     |
| 1959 | Erode il grande (Herod the Great) | Edmund Purdom          |
| 1961 | King of Kings                     | Grégoire Aslan         |
| 1964 | Il vangelo secondo Matteo         | Amerigo Bevilacqua     |
| 1965 | The Greatest Story Ever Told      | Claude Rains           |
| 1975 | Il messia (The Messiah)           | Vittorio Caprioli      |
| 1977 | Jesus of Nazareth                 | Peter Ustinov          |
| 1978 | The Nativity                      | Leo McKern             |
| 1979 | Mary and Joseph: A Story of Faith | Amos Mokadi            |
| 2006 | The Nativity Story                | Ciarán Hinds           |
| 2024 | Maria                             | Anthony Hopkins        |

## Forschungsgeschichte
Die erste Biographie des Herodes mit wissenschaftlichem Anspruch legte Walter Otto 1913 im Rahmen der Realencyclopädie der classischen Altertumswissenschaft vor. Als Standardwerk gilt die umfangreiche Monographie von Abraham Schalit (1969), und zwar wegen ihres Materialreichtums; die von Schalit vertretenen Thesen sind vielfach überholt. Der Titel ist Programm: Der Mann und sein Werk. Schalit unterschied zwischen Herodes’ Persönlichkeit und seinen Errungenschaften; letztere würdigte er. Dieser „realpolitische“ Zugang zu Herodes wurde von israelischen Historikern nach dem Erscheinen der etwas kürzeren hebräischen Erstausgabe 1960 als Machiavellismus scharf kritisiert. Solomon Zeitlin betonte in einer ausführlichen Entgegnung zu Schalit, Herodes sei ein bösartiger Geisteskranker und kein Realpolitiker. Gleichwohl wurde Schalit für dies sein Hauptwerk 1960 mit dem Israel-Preis ausgezeichnet.
Parallel zur Rezeption seiner großen Herodes-Biografie setzte seit den 1960er Jahren in Israel und von Israel verwalteten Gebieten die archäologische Erforschung herodianischer Bauten ein, namentlich durch Ehud Netzer. Drei archäologische Stätten (Caesarea Maritima, Masada und Herodium) sind israelische Nationalparks. Dass die Forschung sich verstärkt den Bauten des Herodes zugewandt hat, entspricht „heutigen Bedürfnissen nach visueller Kommunikation sinnstiftender Raumfigurationen,“ so Lukas Bormann. Anhand seiner eindrucksvollen Bauten sei es möglich, Herodes im modernen Israel als „Identität stiftende historische Figur“ wahrzunehmen, die er als jüdischer König war.
Die Beschäftigung mit der Biografie des Herodes verfolgt in neuerer Zeit verschiedene Ansätze. Der Historiker Aryeh Kasher, King Herod: A Persecuted Persecutor (2007), wertete in Zusammenarbeit mit dem Psychiater Eliezer Witztum die Schriften des Josephus für eine psychiatrische Diagnose aus: Herodes habe eine paranoide Persönlichkeitsstörung gehabt, die sich zu einem Verfolgungswahn (delusional disorder persecutory type) ausgeweitet habe. Kasher kommt aufgrund dieses Ansatzes zu völlig anderen Deutungen von Herodes’ Verhalten als Historiker, die den König im Spannungsfeld von verschiedenen Rollenerwartungen etwa als „König der Juden und Freund der Römer“ (so beispielsweise Peter Richardson 1996) sehen. Dabei versteht Kasher seine Herodes-Biografie als einen Gegenentwurf zu Schalits Werk, mit dem er wieder an das negative Herodesbild der älteren jüdischen Historiographie (Heinrich Graetz, Joseph Klausner) anknüpft; dieses sei fest gegründet in einem 2000-jährigen kollektiven jüdischen Ich.
Wie die interdisziplinäre Bochumer Herodes-Konferenz 2006 deutlich machte, wird Herodes in der deutschsprachigen Forschung vorwiegend als dem Selbstverständnis nach jüdischer König gedeutet, der aber in seinem politischen Handeln in der hellenistisch-römischen Welt eine Vielzahl von Rollen zu spielen hatte, etwa als euergetischer Städtegründer. Ernst Baltrusch stellt in seiner Herodes-Monografie nacheinander die verschiedenen Identitäten des Herodes als Idumäer, Römer, Jude, „Hellenist“ und „Familienvater“ vor. Baltrusch betont, dass Herodes nicht nur über Judäa herrschte, sondern über ein multiethnisches und multireligiöses Territorium, und dem auf verschiedene Weise gerecht zu werden suchte.